# Pandemia de COVID-19 en Hidalgo
La Pandemia de COVID-19 en el estado de Hidalgo (México) es una pandemia derivada de la enfermedad coronavirus (COVID-19), ocasionada por el virus coronavirus 2 del síndrome respiratorio agudo grave (SARS-CoV-2).
En el estado de Hidalgo inició el 19 de marzo de 2020, cuando se confirmaron de forma oficial los primeros dos casos, detectados en los municipios de Pachuca de Soto y Mineral de la Reforma. El Gobierno de Hidalgo implementó el operativo “Escudo” para desarrollar distintas medidas preventivas de contagios. El 23 de marzo de 2020, comenzó la suspensión de actividades presenciales, así como el cierre de escuelas. El 27 de marzo se reportó de forma oficial la primera muerte en Pachuca de Soto.
El 30 de marzo de 2020, el gobernador del estado de Hidalgo, Omar Fayad Meneses, declaró que Hidalgo entra en la fase 2 de la pandemia. Debido al comportamiento de la pandemia el 1 de abril, el Instituto Nacional Electoral (INE) suspendió las elecciones estatales; también se suspendieron distintos eventos como carnavales y ferias patronales. El gobierno estatal implementó el programa Hoy no Circula Sanitario el 5 de mayo; el 12 de mayo el estado entró a la fase 3, una fase de "contagio acelerado". En julio de 2020, se reportó un aceleramiento en el número de casos.
El 4 de noviembre de 2020, se reporta de forma oficial el primer caso en el municipio de Pisaflores; con lo que los 84 municipios de Hidalgo, reportan casos locales. Solo el municipio de Eloxochitlán, no reporta defunciones. Durante noviembre de 2020, después de las elecciones estatales, realizadas el 18 de octubre, la entidad reportó un leve repunte de contagios. La denominada segunda ola de contagios se registró de enero a febrero de 2021, derivado de las celebraciones decembrinas.
El 12 de enero de 2021, arribó a la 18 zona militar en Pachuca de Soto, la primera dotación de vacunas contra la COVID-19; el 13 de enero de 2021, una enfermera y un médico del Hospital General de Zona número 1 del IMSS en Pachuca, fueron los dos primeros vacunados en territorio hidalguense. El 15 de febrero de 2021, inició el programa de vacunación a adultos mayores.
Entre impacto causado por el primer año de la pandemia en Hidalgo, se encuentra, la saturación de panteones municipales en Mineral de la Reforma, Pachuca, Tepeji y Tlaxcoapan. Se registró una caída en la economía estatal de más del 6 %; 10 453 empleos formales se perdieron; y el 23 % de los establecimientos que había en 2019 cerraron definitivamente en 2020. En cuanto deserción escolar, en educación básica el 2.7 %, abandono os estudios; en educación media superior el 2 %; y en educación superior el 5 %.
Entre los casos más conocidos se encuentra el del gobernador de Hidalgo, Omar Fayad; también se han infectado como cuatro secretarios del gabinete estatal, dos exalcaldes, así como el coordinador de los programas sociales. Tras la jornada electoral resultaron contagiados, ocho candidatos, de los cuales dos fallecieron, siendo uno alcalde electo. Otros ocho alcaldes se han contagiado, de los cuales dos fueron en funciones y fallecieron. Asimismo, se han contagiado 12 diputados locales, de los cuales dos fallecieron por la enfermedad, y después de las elecciones se ha reportado un incremento del cinco por ciento en el número de padecimientos. También el Arzobispo de Tulancingo, resultó contagiado.

## Cronología

### Antecedentes
En diciembre de 2019, la Organización Mundial de la Salud dio a conocer la existencia de la enfermedad infecciosa COVID-19, ocasionada por el virus SARS-CoV-2, tras suscitarse un brote en la ciudad de Wuhan, China. El 28 de febrero de 2020, se confirmaron los primeros casos en México: un italiano de 35 años de edad, residente de la Ciudad de México, y un ciudadano del estado de Hidalgo que se encontraba en el estado de Sinaloa.
El ciudadano hidalguense originario de Tizayuca, permaneció cerca de 12 días aislado en un hotel en Culiacán, Sinaloa. Contagiándose después de un viaje a Italia del 16 al 21 de febrero. El 11 de marzo esta persona regreso a Hidalgo, fue sometido a las pruebas de control, por lo que se le declaró libre de la enfermedad.
El 15 de marzo, Marco Antonio Escamilla Acosta renunció como secretario de Salud de Hidalgo (SSH), por motivos de salud; y se notificó que Alejandro Efraín Benítez Herrera, dejó la Subsecretaría de Prestación de Servicios de Salud, para tomar posesión como “encargado” de la dependencia.

### Año 2020

#### De marzo a junio

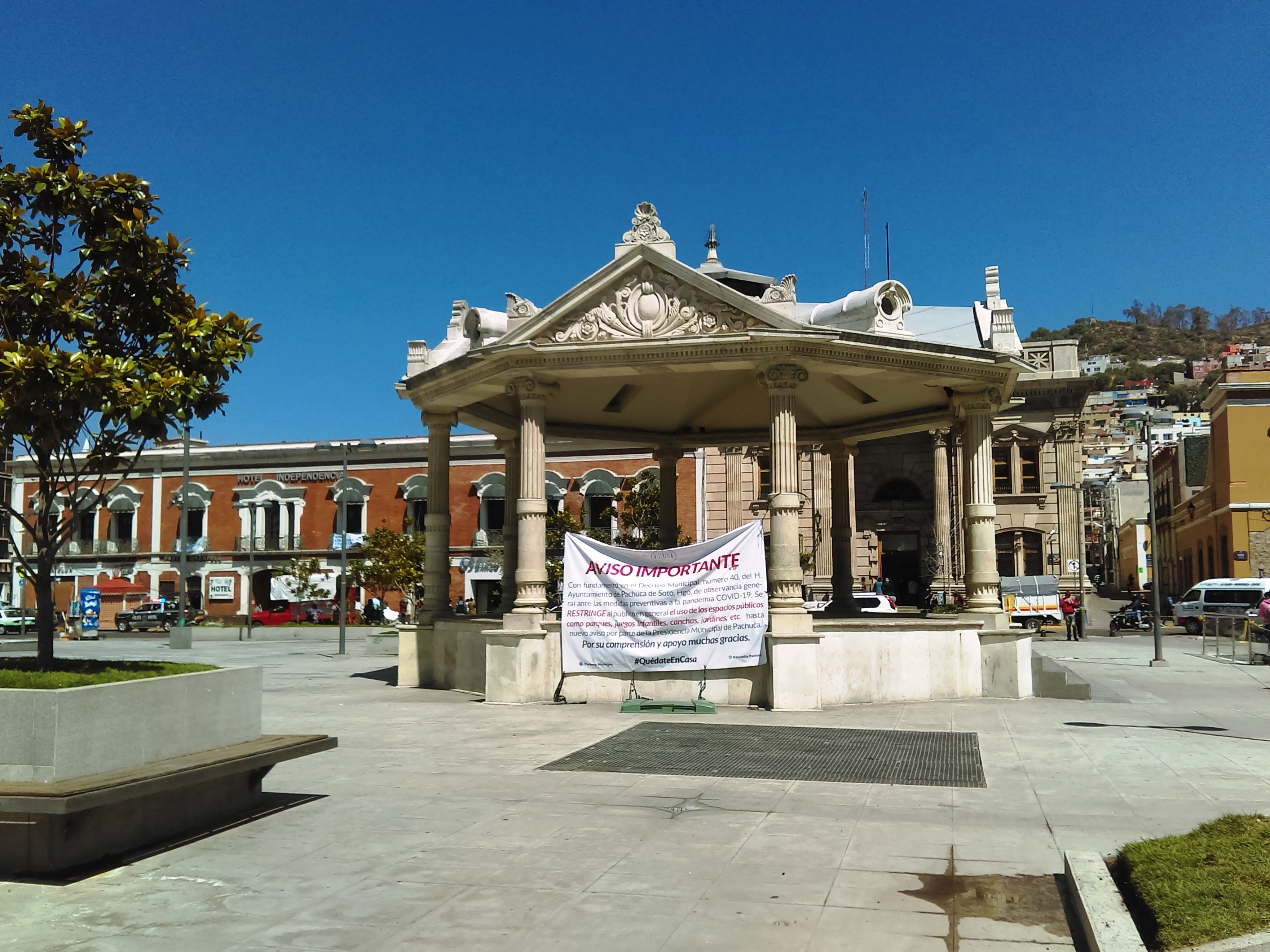
Plaza Independencia en Pachuca, cerrada al público durante la primera ola de contagios.

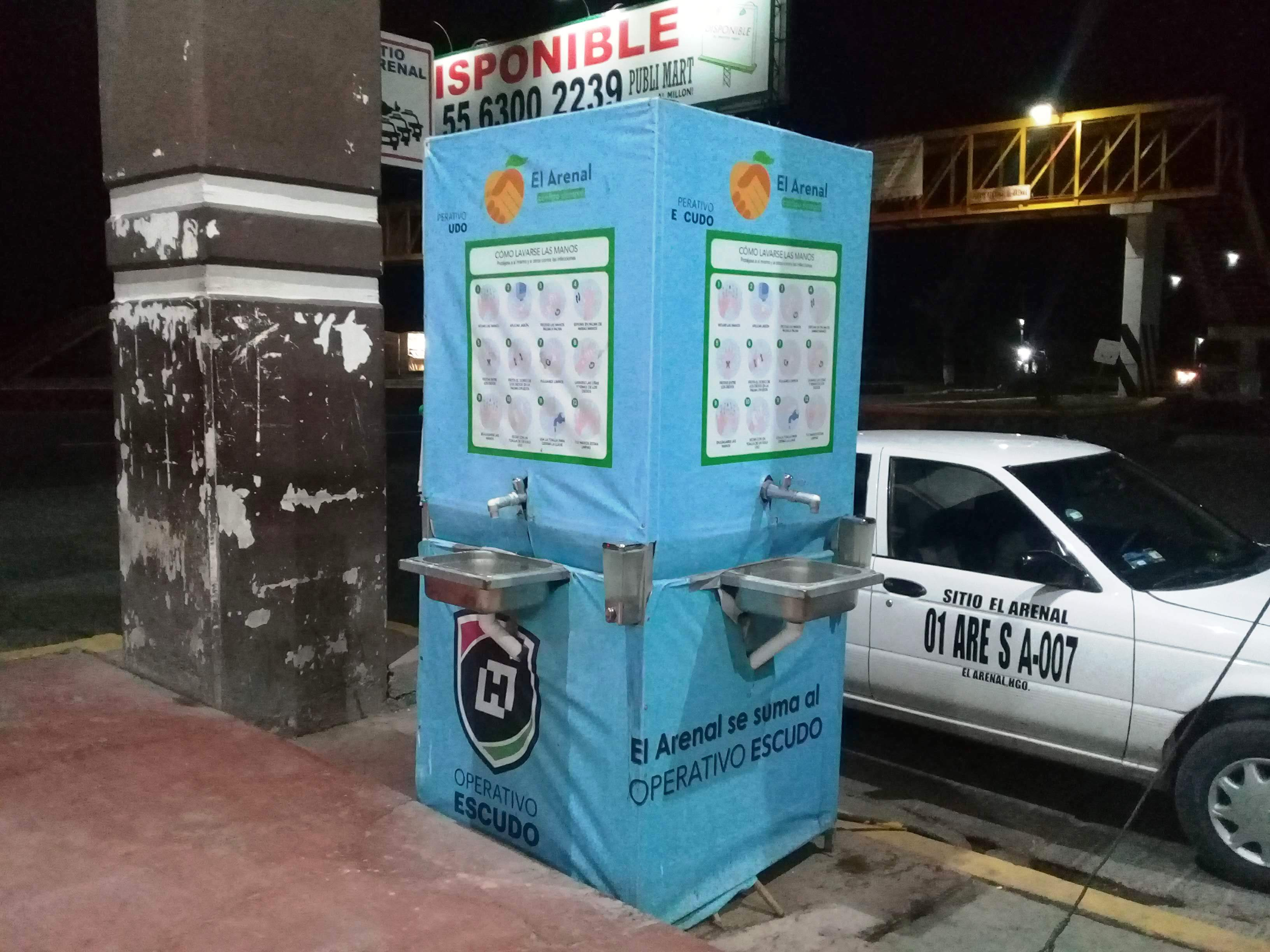
Lavamanos comunitario en El Arenal.

El 19 de marzo de 2020, se anuncia de forma oficial los primeros dos casos de COVID-19, en pacientes originarios de los municipios de Pachuca de Soto y Mineral de la Reforma.
El primer caso un hombre de 43 años de edad, residente de Pachuca. Salió el 27 de enero rumbo Estados Unidos, llegando a Miami (Florida); el 4 de febrero viajó a San Antonio (Texas); el 10 de febrero regresó a la Ciudad de México; el 27 de febrero fue a Mexicali (Baja California), regresando a esa ciudad el 4 de marzo; presentó síntomas el 8 de marzo, y el 9 de marzo viajó a Villahermosa (Tabasco). Llegando al Hospital General de Pachuca el 15 de marzo, para atención médica.
El segundo caso un hombre de 39 años, residente de Mineral de la Reforma. Salió el 1 de diciembre rumbo a Francia, regresando el 5 de marzo a la Ciudad de México; presentó síntomas el 7 de marzo. El 17 de marzo, solicitó atención médica en el Hospital General de Pachuca, aunque por recomendación médica fue puesto en aislamiento domiciliario. El 20 de marzo de 2020, se reportó el tercer caso una mujer de 57 años residente de Pachuca; al momento en aislamiento domiciliario, caso importado de España.
Para el 22 de marzo, se reportaron el cuarto y quinto caso. El cuarto caso una mujer de 26 años con antecedente de viaje a Francia; el quinto caso, una mujer de 55 años, en contacto con un caso positivo, siendo el primer contagio local de Hidalgo. El 27 de marzo de 2020, se confirmó el primer fallecimiento de un hidalguense por Covid-19. El 30 de marzo de 2020, el gobernador del estado de Hidalgo, Omar Fayad Meneses, declaró que Hidalgo entra en la fase 2 de la pandemia. Para el 4 de abril, Hidalgo supera los 30 casos positivos; el 10 de abril, Hidalgo supera los 50 casos positivos; y para el 21 de abril, Hidalgo supera los 100 casos positivos.
El gobierno estatal implementó el programa Hoy no Circula Sanitario el 5 de mayo. El 10 de mayo, se supera los 500 casos confirmados, y el 12 de mayo las 100 defunciones. También el 12 de mayo el estado entró a la fase 3, una fase de "contagio acelerado". El 13 de mayo se anunció a Juárez Hidalgo, como el único "Municipio de la Esperanza" en Hidalgo, mismos que podrían reiniciar actividades al no tener contagios de Covid-19 en su territorio, ni en municipios colindantes. Sin embargo el Ayuntamiento de Juárez Hidalgo, descartó regresar a actividades normales.
El 20 de mayo, se superan los 1000 casos confirmados, y el 22 de mayo, las 200 defunciones. Para el 31 de mayo, Hidalgo supera las 300 defunciones. El 3 de junio Hidalgo supera los 2000 casos, y 7 de junio, Hidalgo supera las 400 defunciones. El 18 de junio, Hidalgo supera los 3000 casos confirmados y las 500 defunciones. El 25 de junio, Hidalgo supera las 600 defunciones. El 29 de junio, comerciantes del centro histórico de Pachuca empezaron a abrir sus locales tras permanecer tres meses inhabilitados de sus actividades.

#### De julio a diciembre

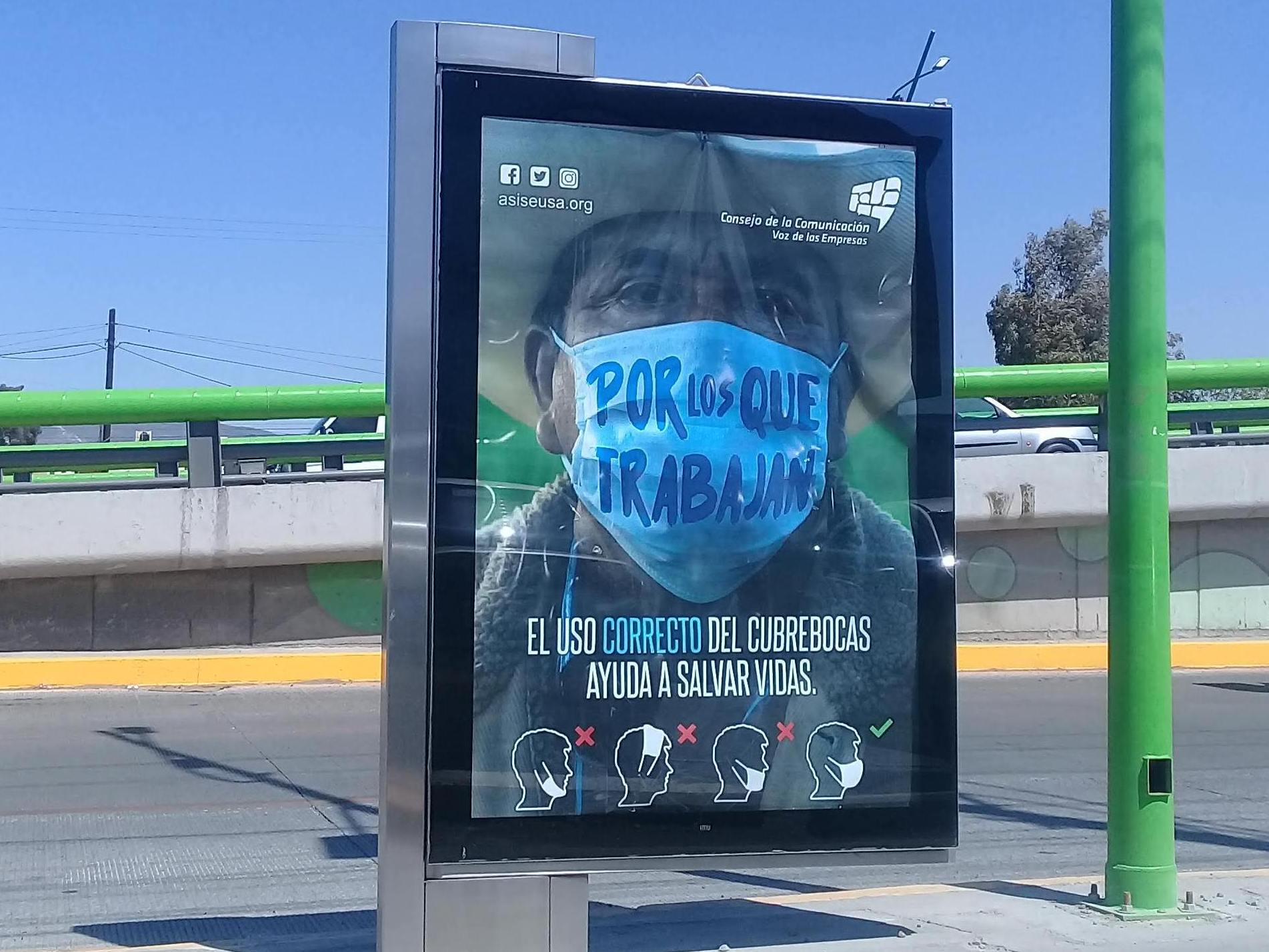
Letrero sobre el uso de cubrebocas en Pachuca.

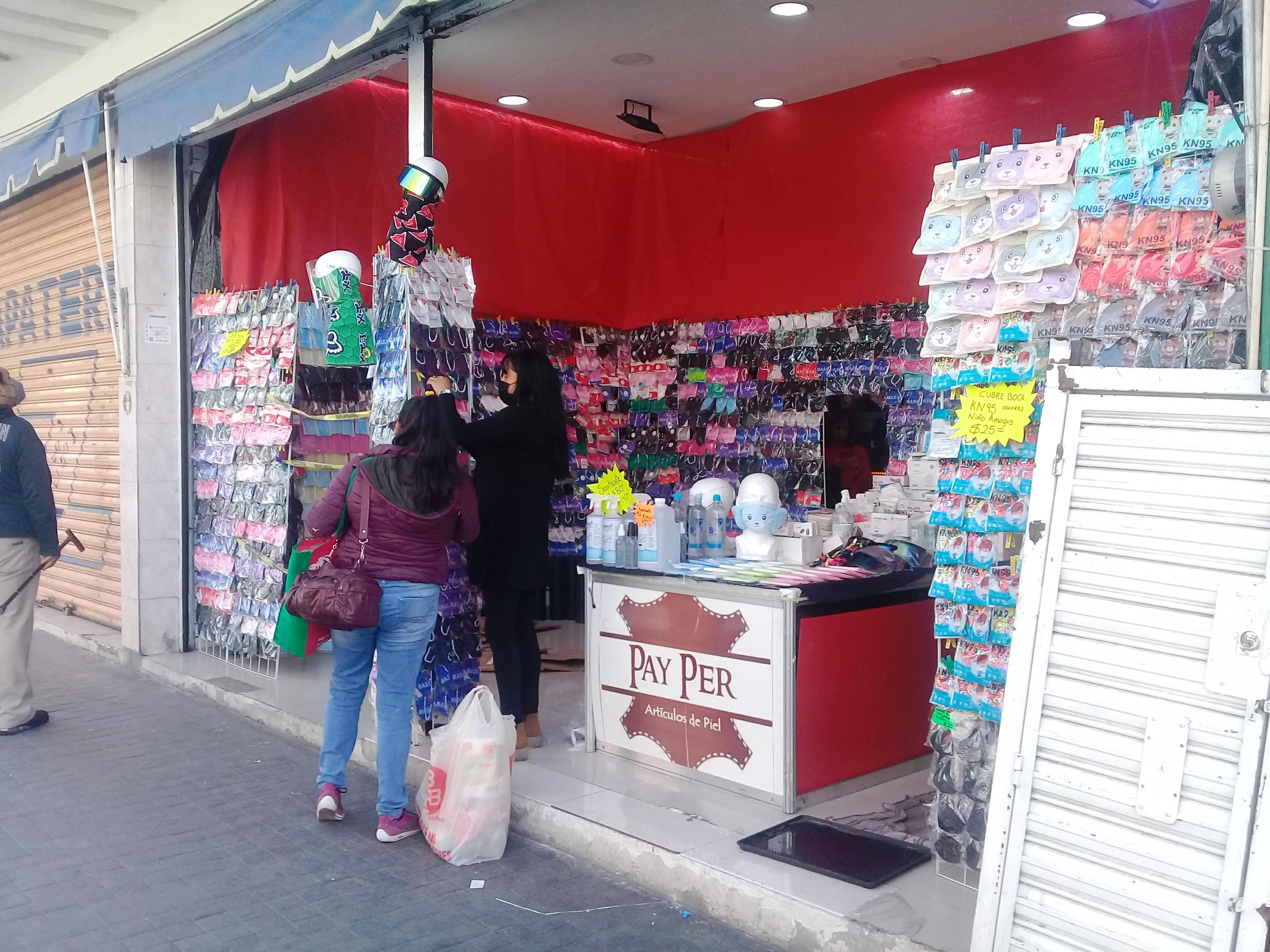
Venta de cubrebocas en Pachuca.

El 2 de julio, se superan los 4000 casos confirmados; y el 3 de junio supera las 700 defunciones. Para el 13 de julio, Hidalgo supera las 800 defunciones; el 15 de julio, Hidalgo supera los 5000 casos confirmados. El 21 de julio, se superan las 900 defunciones; y el 25 de julio, se supera los 6000 casos confirmados. El 28 de julio, Hidalgo supera las 1000 defunciones. Entre julio y agosto de 2020, se reportó un aceleramiento en el número de casos.
El 3 de agosto, Hidalgo supera los 7000 casos confirmados acumulados; y 11 de agosto supera los 8000 casos confirmados acumulados. El 19 de agosto, Hidalgo supera los 9000 casos confirmados acumulados; y para el 28 de agosto, supera los 10 000 casos confirmados acumulados. Para gosto el Hospital General de Tulancingo llegó a su máxima capacidad, por lo que pacientes de COVID-19 fueron canalizados a los hospitales covid de Actopan y Pachuca. El 3 de octubre supera las 2000 defunciones. 
El 5 de octubre de 2020, se registra un máximo de 468 nuevos casos; un incremento visible del corte del día anterior cuando se registraron 53 casos. El aumento fue causado por un cambio de metodología de la Secretaría de Salud, que integró a la estadística una nueva definición operacional denominada “caso confirmado por asociación epidemiológica”; esta toma en cuenta a toda persona que cumpla con la definición operacional de caso sospechoso de Enfermedad Respiratoria Viral, sin muestra de laboratorio y que haya tenido contacto en los 14 días previos al inicio de síntomas de la enfermedad con un caso o defunción confirmada.
El 23 de octubre supera los 15 000 casos confirmados acumulados. El 4 de noviembre de 2020, se reporta de forma oficial el primer caso en el municipio de Pisaflores, con lo que los 84 municipios han reportado en caso local. A finales de octubre cinco hospitales de Hidalgo reportaron una ocupación del 100 por ciento. Durante noviembre de 2020, después de las elecciones estatales, realizadas el 18 de octubre, debido a esto la entidad reportó un leve repunte de contagios.
El 7 de diciembre supera los 20 000 casos confirmados acumulados, y el 15 de diciembre Hidalgo supera las 3000 defunciones. De acuerdo al secretario de Salud de Hidalgo, Alejandro Efraín Benítez Herrera, el repunte de casos de diciembre a enero se debió a la cepa británica. A finales de 2020 se reportaron 11 hospitales saturados.

### 2021

#### De enero a abril

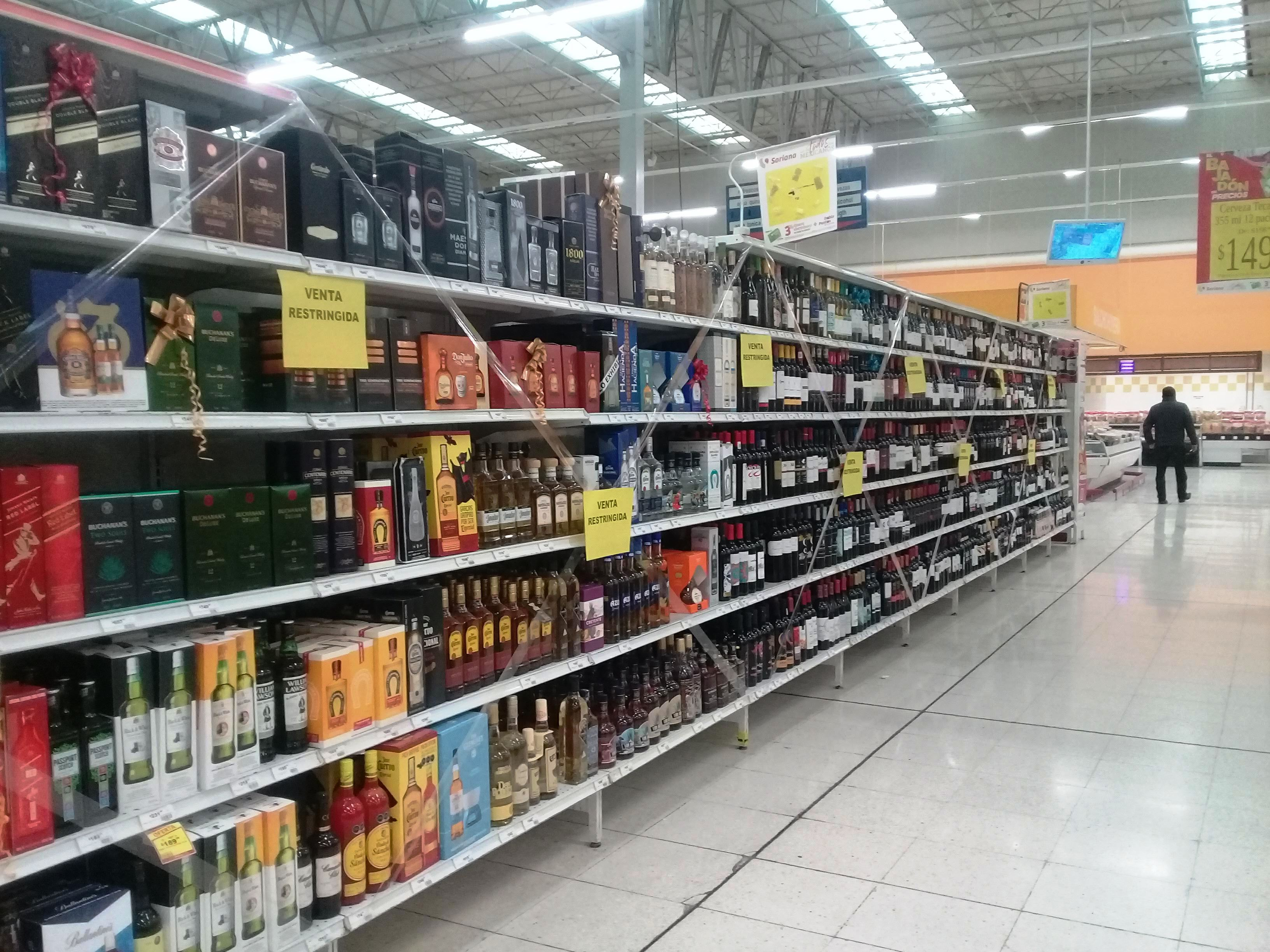
Aplicación de ley seca a medios de enero.

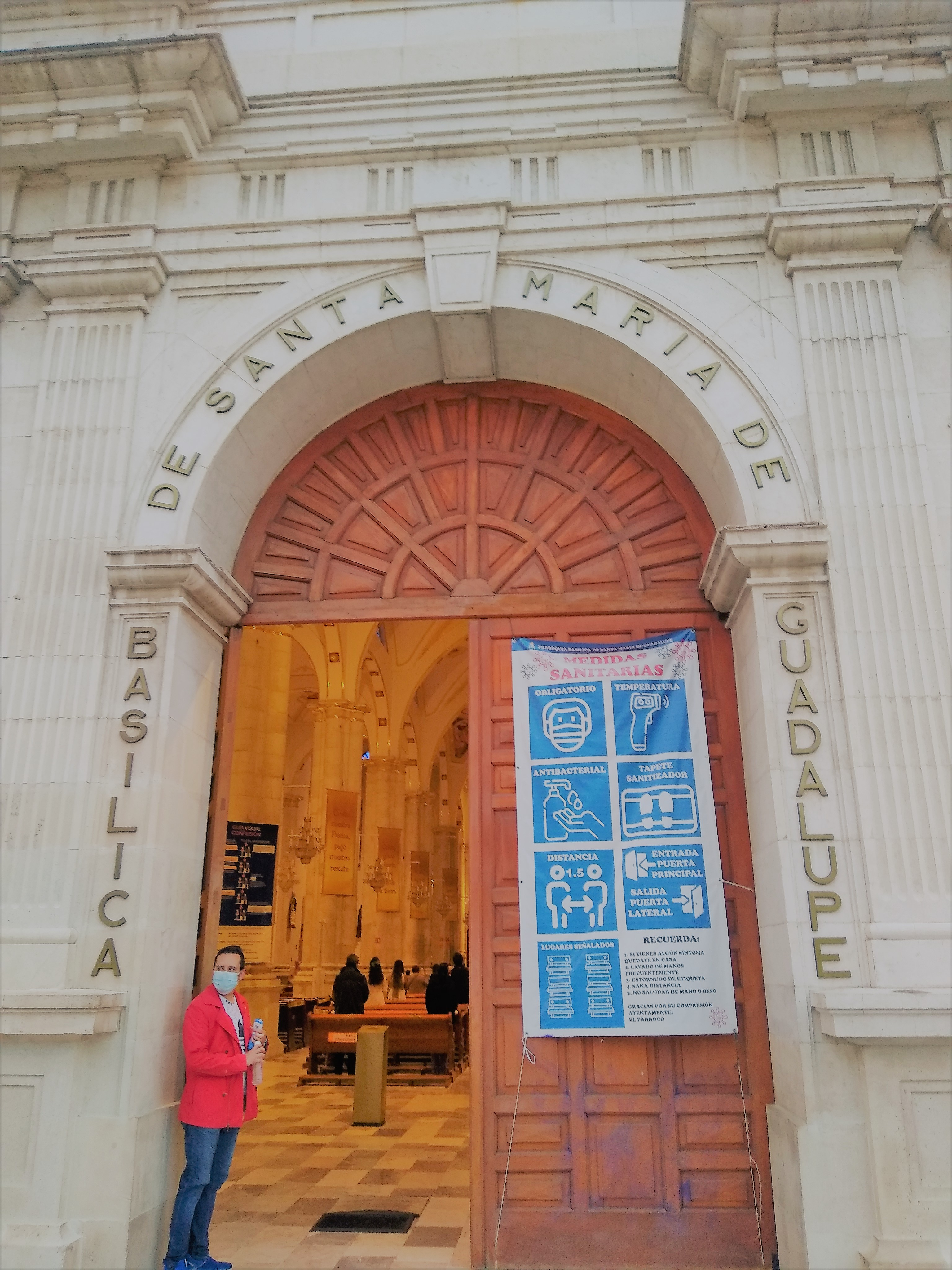
Medidas sanitarias en la Basílica Menor de Nuestra Señora de Guadalupe en Pachuca.

Para el 5 de enero, Hidalgo supera los 25 000 casos confirmados acumulados. El 23 de enero, Hidalgo supera los 30 000 casos. Para enero se reportó la falta de abasto en oxígeno para pacientes en la zona de Pachuca.  El 19 de enero, Hidalgo supera las 4000 defunciones. La denominada segunda ola de contagios, llegó un punto máximo de enero a febrero de 2021, derivado de las celebraciones decembrinas. En cuanto a las defunciones, la semana más letal en la entidad fue la del 18 al 22 de enero, cuando 277 personas perdieron la vida debido a complicaciones. El 6 de febrero de 2021, la Secretaría de Salud de Hidalgo define 3463 a sus correspondientes municipios; anteriormente definidos como “otros” (personas de Hidalgo atendidas en otras entidades federativas). El 11 de febrero, Hidalgo supera las 5000 defunciones.
El 5 de marzo, Hidalgo supera los 35 000 casos. El 18 de marzo de 2021, se cumple un año del funcionamiento del Hospital de Respuesta Inmediata COVID-19 de Pachuca de Soto, en el hospital inflable se han atendido unas 642 personas, falleciendo unas 275 personas. El 19 de marzo, se cumple un año de la detección del primer caso de COVID-19 en Hidalgo; en el cual se han producido en promedio 95 contagios y 15 decesos diarios. El 27 de marzo, se cumple un año de la primera defunción por COVID-19 en Hidalgo.
El 30 de marzo, el secretario de Salud de Hidalgo, Alejandro Efraín Benítez Herrera, informó de una persona que podría ser portador de una de las variantes de SARS-CoV-2. El 31 de marzo, el gobernador de Hidalgo, Omar Fayad Meneses, confirmó el primer caso de la variante Alfa (conocida comúnmente como “británica”) en Hidalgo. Se trata de un ciudadano austriaco, que arribó a México el 23 de marzo, luego de estar en Austria y Alemania; llegó a Pachuca, por motivos laborales, cinco días después presenta síntomas, y es atendido en un hospital privado; tras la detección la persona fue puesta en cuarentena. Tras estudios efectuados se concluyó que la adquisición de la enfermedad fue en su lugar de residencia y no en la entidad. Unas 46 personas fueron puestas en aislamiento y son asintomáticas, mientras que una mujer de 45 años presenta sintomatología leve.
El 12 de abril, se informa que el caso cero de la variante Alfa, regresó a su país natal; y se confirmaron tres casos más. El 15 de abril, se informó de trece nuevos casos de la variante británica procedentes de los tres confirmados anteriormente. El primero un hombre de 17 años, de Pachuca; que tuvo 11 contactos, de los cuales nueve dieron positivo. El segundo una mujer de 56 años de Mineral de la Reforma; con cuatro contactos, y uno positivo con síntomas leves. Y el tercero una persona de 50 años, con tres contactos positivos.
El 21 de abril, la Secretaría de Salud de Hidalgo, informó que el Instituto de Diagnóstico y Referencia Epidemiológicos (InDRE) detectó dos variantes más en Hidalgo, Epsilon (B.1.429) y la B.1.1.519. Se encuentran en los municipios de: Pachuca de Soto, Mineral de la Reforma, Tizayuca, Ixmiquilpan, Tepeapulco, Apan, Mineral del Chico y Santiago Tulantepec; de la cepa B.1.429 se tiene solo un caso y se encuentra hospitalizado, de la cepa B.1.1.519 son 12 casos en total. El 28 de abril, el secretario de Salud de Hidalgo, informó que no se habían detectado nuevos casos positivos de las variantes de Covid-19. También el 28 de abril Hidalgo superó las 6000 defunciones.

#### De mayo a agosto
Para el 12 de mayo, se dio a conocer de tres variantes que se encuentran en la entidad: 34 casos de los diferentes tipos de coronavirus: dos de la de Brasil, 17 de la de Gran Bretaña y 15 de la de California. Las variantes se han encontrado en: Pachuca, Mineral de la Reforma, Ixmiquilpan, Mineral del Chico, Atotonilco el Grande, Santiago Tulantepec, Acaxochitlán, Tepeapulco, Apan, Epazoyucan y Tizayuca. El 6 de junio, se realizaron elecciones para elegir diputados locales y federales. Se emitió un protocolo de votación y medidas sanitarias. Para el 8 de junio, en Hidalgo se habían presentado 45 casos de variantes de COVID-19.
Para el 21 de junio, en Hidalgo se habían presentado 113 casos de variantes genéticas de COVID-19; con 40 casos de la Alpha (británica), 28 de la Zeta (brasileña), 38 de la B.1.1.519 (mexicana), 3 casos de la Épsilon (californiana), dos casos de la B.1 y dos de la Gamma (brasileña). Para finales de junio e inicios de julio de 2021, México empezó con un repunte de casos, la denominada tercera ola. Derivado de la variante delta, y con un alto contagios de jóvenes. El 6 de julio, se informó de la detección de la variante Delta (conocida comúnmente como “hindú”) en Hidalgo con cinco casos. De acuerdo con estadísticas de la SSH, en la entidad hay 153 casos de variantes de COVID-19 en 24 municipios; 51 casos corresponden a la Zeta; 50 a la Alpha; 39 a la B.1.1.519 y 5 a la Delta.
El 8 de julio Hidalgo, superó los 40 000 casos acumulados; Hidalgo mantiene una tendencia al alza en casos de COVID-19. Para las dos primeras semanas de julio se han triplicado los casos activos en Hidalgo; también el número de pacientes hospitalizados, que se han duplicado. El 20 de julio se informó que se han detectado 208 casos de siete cepas distintas, 70 de la Zeta, 54 de la Alpha, 39 de la B.1.1.519, 36 de la Épsilon, 4 de la Delta, 3 de la Gamma, y dos casos de la B.1. Aumentan los casos en el rango es entre los 25 y los 49 años, y gradualmente han  aumentando en edades más bajas. Se reporta que niños de meses a cinco años de edad se han contagiado 228 niños; de seis a 11 años, 338, y de 12 a 17 años, 867. También crece demanda de tanques de oxígeno en la zona de Pachuca.
Para finales de julio cuatro las unidades médicas que reportan una saturación: el Hospital IMSS-Bienestar de Ixmiquilpan, el Hospital Integral de Jacala, el Hospital General del Valle del Mezquital en Ixmiquilpan y el Hospital General de Apan. Después se incluyeron en la lista los Hospitales Generales Tula de Allende Tulancingo y Tizayuca, así como el IMSS-Bienestar de Zacualtipán y la Clínica IMSS de Metepec. El 10 de agosto, se registró 417 casos de covid, siendo la cifra diaria de positivos más alta en toda la pandemia desde 2020. Al día siguiente el 11 de agosto, se registró una cifra récord, 469 casos en un día.
El 12 de agosto, Hidalgo supera por tercera vez récord de contagios reportados en un día, con 476 casos. Del 9 al 13 de agosto, fue la semana con más casos desde el inicio de la pandemia, reportándose más de 400 cada día.  El 15 de agosto, por primera se registró una cifra récord de 505 nuevos casos en un día. Para el 16 de agosto, se reportan once hospitales saturados en atención a COVID-19 y siete sin disponibilidad de camas con ventilador. El 18 de agosto, se vuelve a superar la cifra récord en un día, con 592 casos; también Hidalgo rebasó los 50 mil contagios. El 31 de agosto de 2021, se informaron los dos primeros casos de la variante “Lambda”; también se informa de casos de la variante “Mu” en Hidalgo.

#### De septiembre a octubre
Para inicios de septiembre se informó que se encontraban solo 5 hospitales saturados. El 7 de septiembre el río Tula se desbordó, provocando inundaciones en los municipios de Tula de Allende, Ixmiquilpan y Tlahuelilpan; otros municipios afectados por el desborde del río o de alguno de sus afluentes fueron: Alfajayucan, Mixquiahuala de Juárez, Chilcuautla, Tepeji del Río de Ocampo, Tezontepec de Aldama, Tasquillo y Tlaxcoapan. El desastre provocó el desalojo del Hospital Rural número 30 del IMSS Bienestar de Ixmiquilpan, que resultó inundado, fueron trasladados al Hospital Regional del Valle del Mezquital. También el Hospital General de Zona Número 5 del Instituto Mexicano del Seguro Social en Tula; en un principio se reportaron 17 muertes de pacientes COVID-19, derivadas de la falla en el suministro de oxígeno del hospital por el corte de la electricidad.   Pero el director general del Instituto Mexicano del Seguro Social (IMSS), Zoé Robledo Aburto, aclaró que se trataban de 16 pacientes, 2 habían fallecido antes de la inundación y solo 14 a causa de las inundaciones; y ninguno por fallas en el suministro de oxígeno.
El 15 de octubre de 2021, se informó que se detectó en un mismo paciente la presencia de las variantes Delta y Mu; se realizaron tres análisis distintos para un diagnóstico certero, uno por parte del Instituto de Diagnósticos y Referencia Epidemiológicos (INDRE), otro de la Secretaría de Salud (SSa) y uno más de parte de un laboratorio privado. El paciente es un joven de 27 años de edad, trabajador de Seguridad Pública, y sin enfermedad previa.  Anteriormente se han dado a conocer contagios simultáneos de dos cepas tanto en México como en el resto del mundo; la diferencia es que nunca había ocurrido esta combinación.

## Acciones implementadas

### Gobierno estatal

#### Acondicionamiento de hospitales

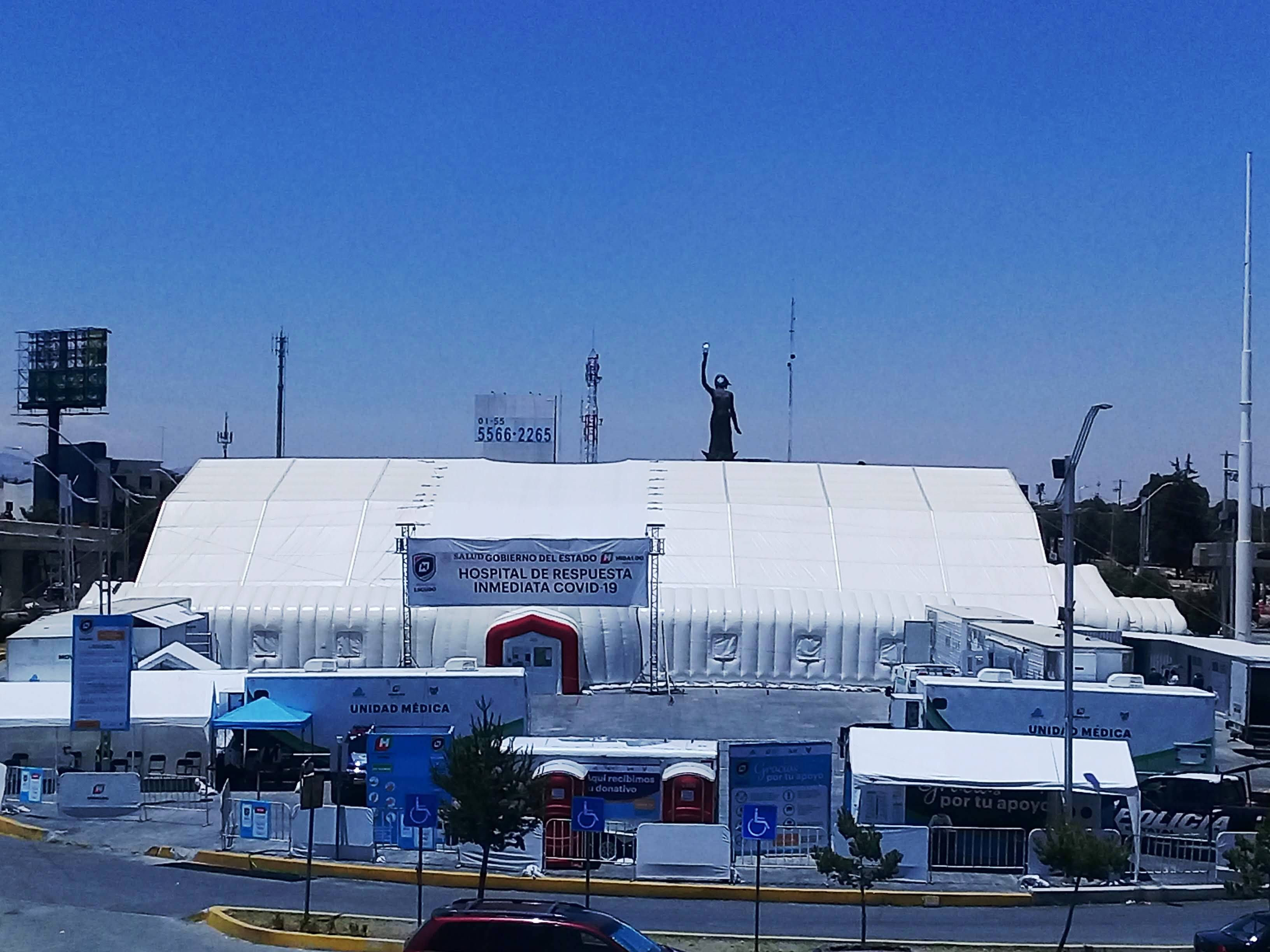
Hospital de Respuesta Inmediata COVID-19 de Pachuca de Soto; el hospital inflable, fue adquirido en 2014 para hacer frente a un brote de cólera que afectó al estado de Hidalgo.

El 10 de marzo el gobernador de Hidalgo, Omar Fayad Meneses, presentó un plan de contingencia; destacando la instalación de un hospital inflable especializado para atender cualquier caso que se pudiera presentar en la entidad. El 14 de marzo se inició la instalación en la Plaza Bicentenario de Pachuca, de un hospital inflable.
El 18 de marzo se inaugura el Hospital Inflable de Respuesta Inmediata COVID-19 en Pachuca de Soto. El hospital consta de un aérea de 1800 m², y una superficie de carpa de 2150 m², es una carpa presurizada de doble membrana inyectada con aire continuo por una turbina; elaborado con tejidos de alta resistencia con cloruro de polivinilo (PVC) y filtros para garantizar la pureza del aire; puede atender un total de 50 pacientes 40 en hospitalización y 10 en terapia intensiva.
También se instalaron tres Hospitales de Respuesta Inmediata Covid-19 en los municipios de Huejutla, Huehuetla y Actopan. El de Actopan, cuenta con 50 camas, 36 son de hospitalización y 14 de terapia intensiva. En Huejutla, cuenta con 20 camas de hospitalización, seis de ellas de terapia intensiva. El 3 de junio se pusieron en operación los hospitales de Huichapan, Zimapán y Metztitlán, estos fueron habilitados como parte del Plan DN-III-E, por la Secretaría de la Defensa Nacional (Sedena) a través de la comandancia de la 18/a. Zona Militar, y en coordinación con el Gobierno de Hidalgo y el Instituto de Salud para el Bienestar (Insabi).
El 12 de junio de 2020 se inauguró el Hospital Materno Infantil en Pachuca, mismo que fue prestado para que personal de la Sedena y el Insabi, atiendan a pacientes con coronavirus (Covid-19) de la zona metropolitana de Pachuca. El 5 de julio de 2020 se inauguró la Unidad de Recuperación Covid-19, dentro de las instalaciones del Hospital General de Pachuca Campus Arista.
Para mayo de 2021, se deshabilitan en 16 hospitales las áreas de COVID-19, entre ellos el de la Huasteca, Tlanchinol, el de Cinta Larga y Otomí-Tepehua. Para junio de 2021, se deshabilitaron los hospitales de Huichapan, Metztitlán y Zimapán; y para finales de julio se deshabilito el Hospital de Respuesta Inmediata COVID-19 de Huejutla. En Pachuca, el 20 de agosto de 2021, se abrió el Hospital Materno Infantil con área covid que estará operado por la Secretaría de la Defensa Nacional.

#### Operativo Escudo

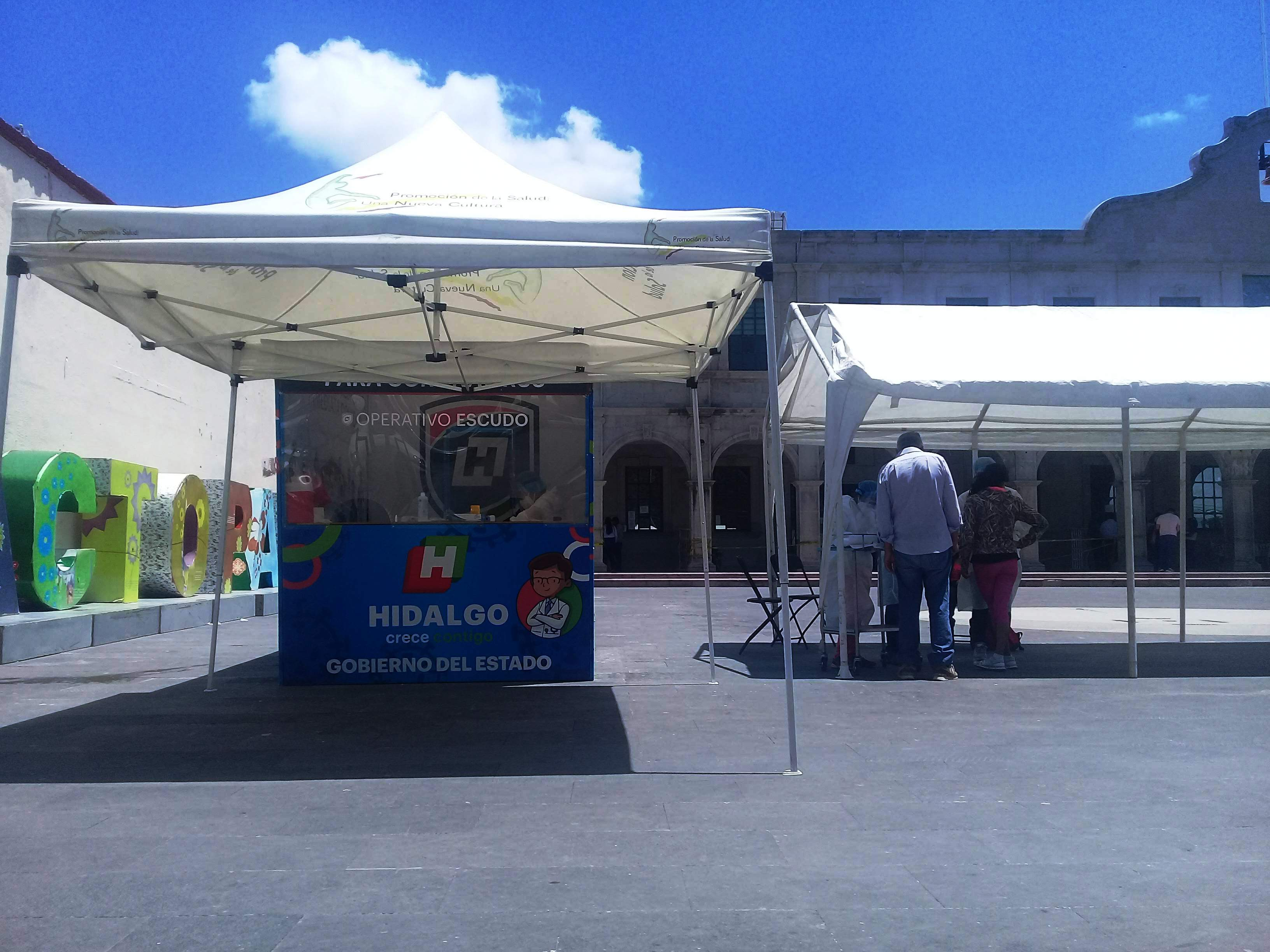
Módulo de Pruebas Rápidas Gratuitas en Actopan.

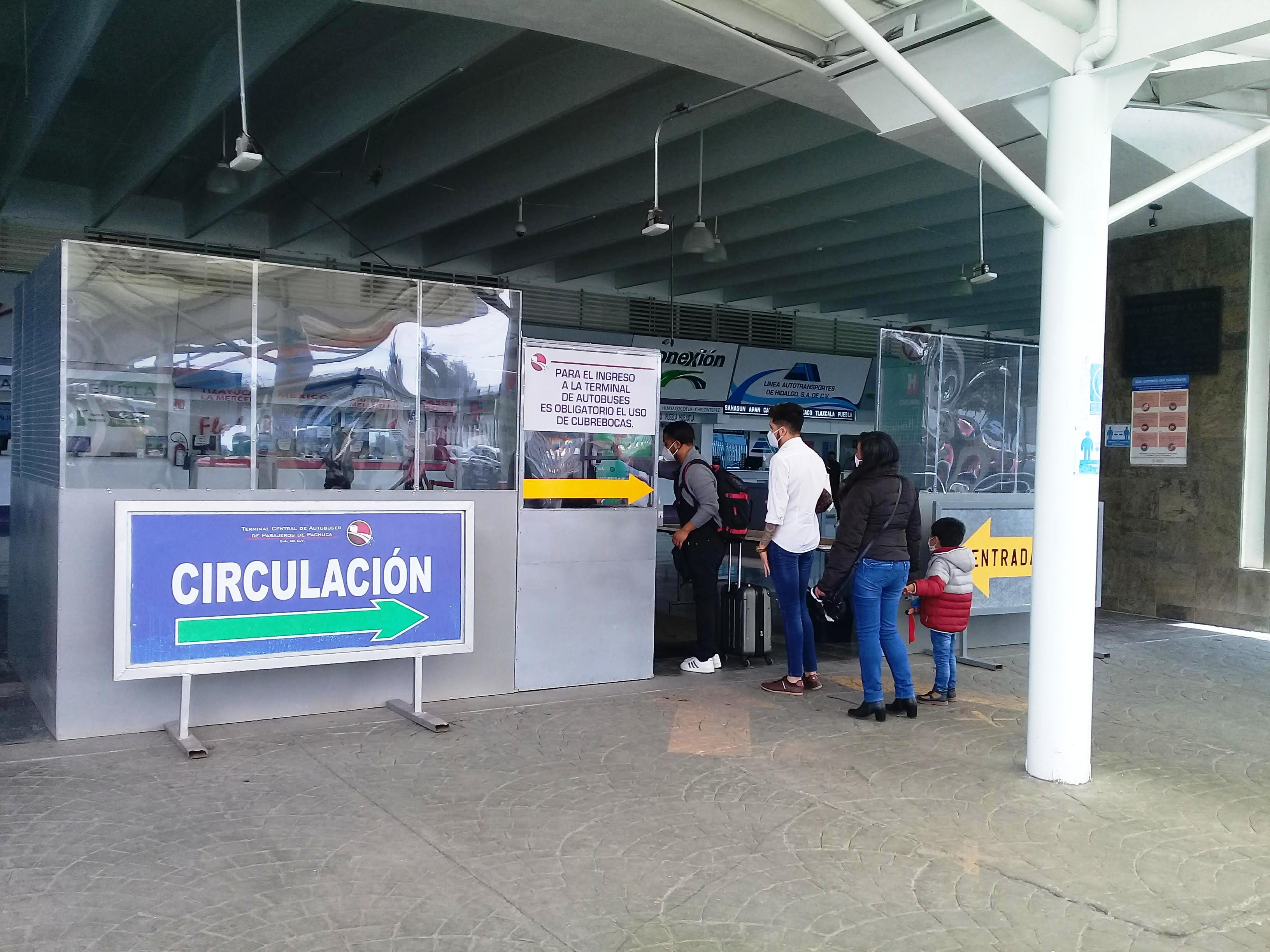
Inspección de pasajeros en la Central de Autobuses de Pachuca.

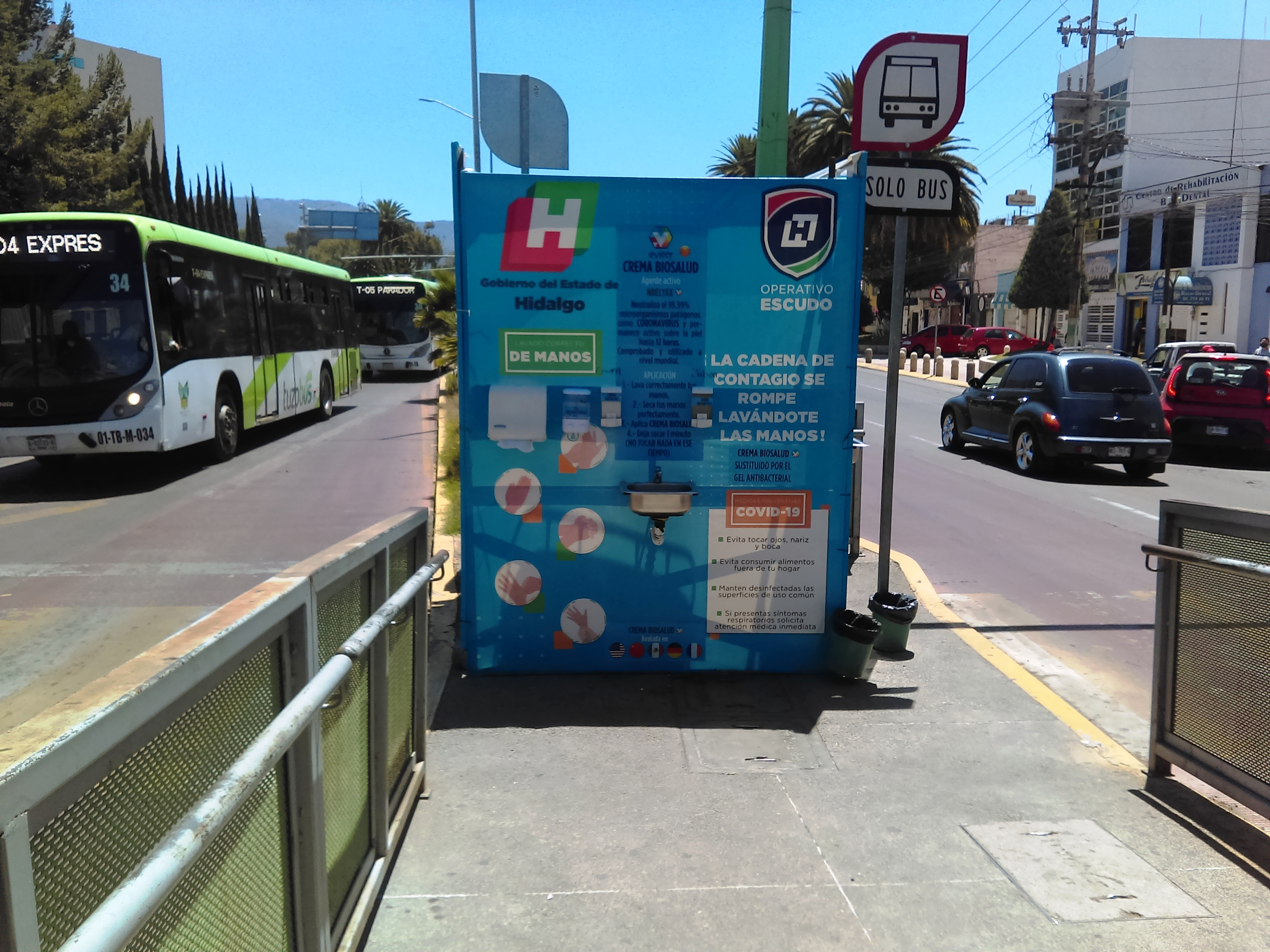
Uno de los 114 lavamanos comunitarios, instalado en la estación Prepa 1 del Tuzobús.

El 16 de marzo, se dio a conocer el “Operativo Escudo Por un Hidalgo Sano y Seguro" entre las medidas: la suspensión de todos los eventos públicos del gobierno estatal, la colocación de gel antibacterial en las entradas de los locales, entre otros.
Se colocaron 114 lavamanos comunitarios distribuidos en distintos municipios de Hidalgo. En la Central de Abasto de Pachuca se instaló un túnel desinfectante, a la entrada. En dos estaciones del Tuzobús, se colocaron cámaras térmicas; también se suspendió el pago de dinero en efectivo en el servicio troncal y alimentadoras, con la finalidad de privilegiar el uso de tarjetas inteligentes. En la Central de Autobuses de Pachuca, se instaló un módulo de lavamanos comunitarios, se distribuyeron los asientos de espera de manera y se insto un filtro de inspección con cámaras térmicas.
El 13 de junio de 2020 el Gobierno de Hidalgo y la Asociación Internacional de Terapia Celular para el Nuevo Coronavirus (IACT4C), de Japón; acordaron impulsar un protocolo de tratamiento para combatir al Covid-19 a través de células madre. Tras conclusión de estudios clínicos, 26 pacientes COVID-19 con complicaciones graves se recuperaron como resultado de los estudios clínicos en fase II de las células madres mesenquimales y exosomas.
Se instalaron 30 módulos de aplicación de pruebas rápidas. El 25 de junio de 2020 se instalaron diversos módulos de pruebas rápidas y gratuitas, en la zona metropolitana de Pachuca, localizadas en la Plaza Constitución, las canchas deportivas de Cubitos, el Centro de Salud del fraccionamiento La Providencia y en la Plaza Gran Sur en Tulipanes; también se instalaron en la Plaza Juárez, Colonia Juan C. Doria (avenida Nuevo Pachuca), Colonia Santa Julia (explanada de la iglesia), Colonia San Cayetano (explanada de la iglesia), Fraccionamiento Bosques del Peñar (cancha), Santiago Tlapacoya (plaza cívica), y en Pachuquilla (centro). El 28 de junio se instalaron los módulos de pruebas rápidas ubicados en el Teatro al Aire Libre de Tula de Allende, en el Jardín Hidalgo de Tepeji del Río y Tezontepec de Aldama. El 29 de julio se instalaron dos en la zona centro de Huejutla y una más en la misma cabecera municipal de San Felipe Orizatlán.
El 1 de julio se instalaron los módulos de pruebas rápidas ubicados en el jardín municipal de Mixquiahuala; la Plaza de la Patria en Tolcayuca; en La Floresta y en la colonia Nuevo Tulancingo en Tulancingo; en la explanada municipal, Bodega Aurrera en el fraccionamiento Rancho Don Antonio, y en el parque de la unidad habitacional Haciendas de Tizayuca, en Tizayuca. El 4 de julio se instaló el módulo de prueba rápida en el Jardín Municipal de Tepeapulco. Una vez  que se agotaron las 100  000 dosis de pruebas rápidas, los módulos dejaron de funcionar.

#### Hoy no circula Sanitario
El 2 de mayo de 2020, autoridades del gobierno de Hidalgo anunciaron la aplicación del programa "Hoy no circula" de manera obligatoria, a partir del 4 de mayo. La medida aplica también para lo vehículos que cuenten con placas emitidas de otra entidad. Además de estas restricciones, los vehículos compactos no podrán transportar más de dos personas. Al no ser un programa de corte ambiental, los vehículos con hologramas “0” y “00” también están obligados a cumplir con esta disposición.
El 28 de septiembre de 2020, se empezó con la reducción en las restricciones; los autos descansaron un día a la semana y algunos sábados del mes, con un horario de implementación de las 5:00 horas a las 22:00 horas. El 22 de diciembre de 2020, ante un repunte de casos, se aplicó el programa "Hoy No Circula Sanitario" al 50 por ciento, en los municipios de Pachuca, Mineral de la Reforma, Tepeapulco, Tepeji, Tizayuca, Tulancingo, Tula, Apan, Actopan. Villa de Tezontepec y Mineral del Monte.
El 5 de enero de 2021, se aplicó el programa "Hoy No Circula Sanitario" al 50 %: Actopan, Ajacuba, Apan, Atitalaquia, Atotonilco el Grande, Atotonilco de Tula, El Arenal, Epazoyucan, Huasca, Huichapan, Ixmiquilpan, Mineral del Chico, Mineral del Monte, Mineral de la Reforma, Mixquiahuala, Omitlán, Pachuca, Progreso de Obregón, San Agustín Tlaxiaca, Singuilucan, Tecozautla, Tepeapulco, Tepeji del Río, Tizayuca, Tlahuelilpan, Tlanalapa, Tlaxcoapan, Tolcayuca, Tula de Allende, Tulancingo, Villa de Tezontepec, Zapotlán y Zempoala. Para el resto de municipios, sigue la reducción a las restricciones del Hoy No Circula Sanitario, los autos solo descansan un día a la semana y algunos sábados al mes.
El 3 de marzo de 2021, se informó que el programa Hoy No Circula continua en ocho municipios con restricción al 33 %; es decir se determinará por el número final de placa; se aplicará los municipios de Pachuca de Soto, Mineral de la Reforma, Tulancingo de Bravo, Tizayuca, Tula de Allende, Tepeji del Río de Ocampo, Huejutla de Reyes, e Ixmiquilpan. La medida entró en vigor el 10 de marzo de 2020, conforme al último dígito numérico de su matrícula de lunes a sábado de las 5:00 a las 22:00 horas. A partir del 26 de abril de 2021, se canceló el Hoy No Circula sanitario en Hidalgo.

### Gobiernos municipales

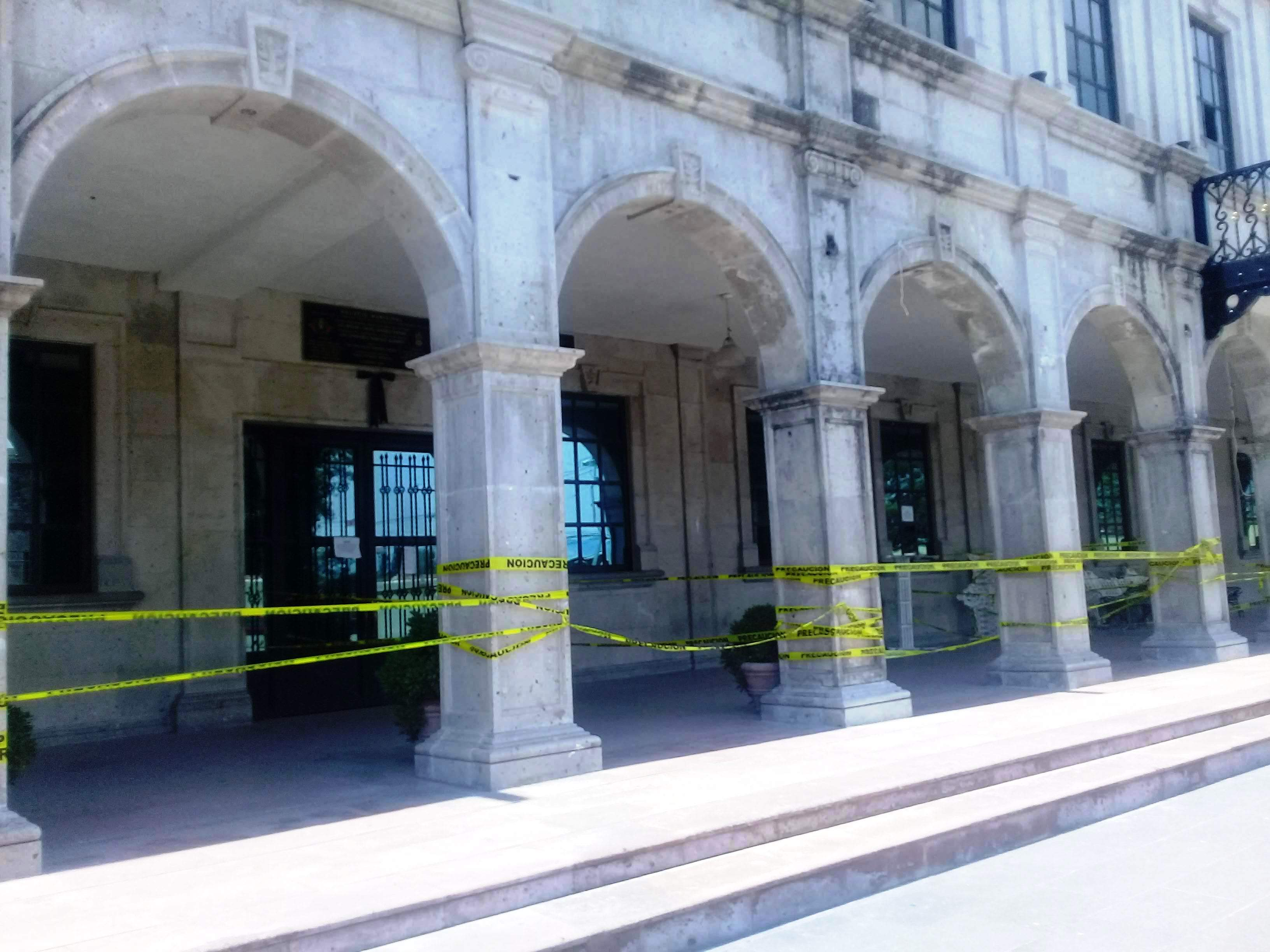
Palacio Municipal de Actopan, cerrado por la pandemia.

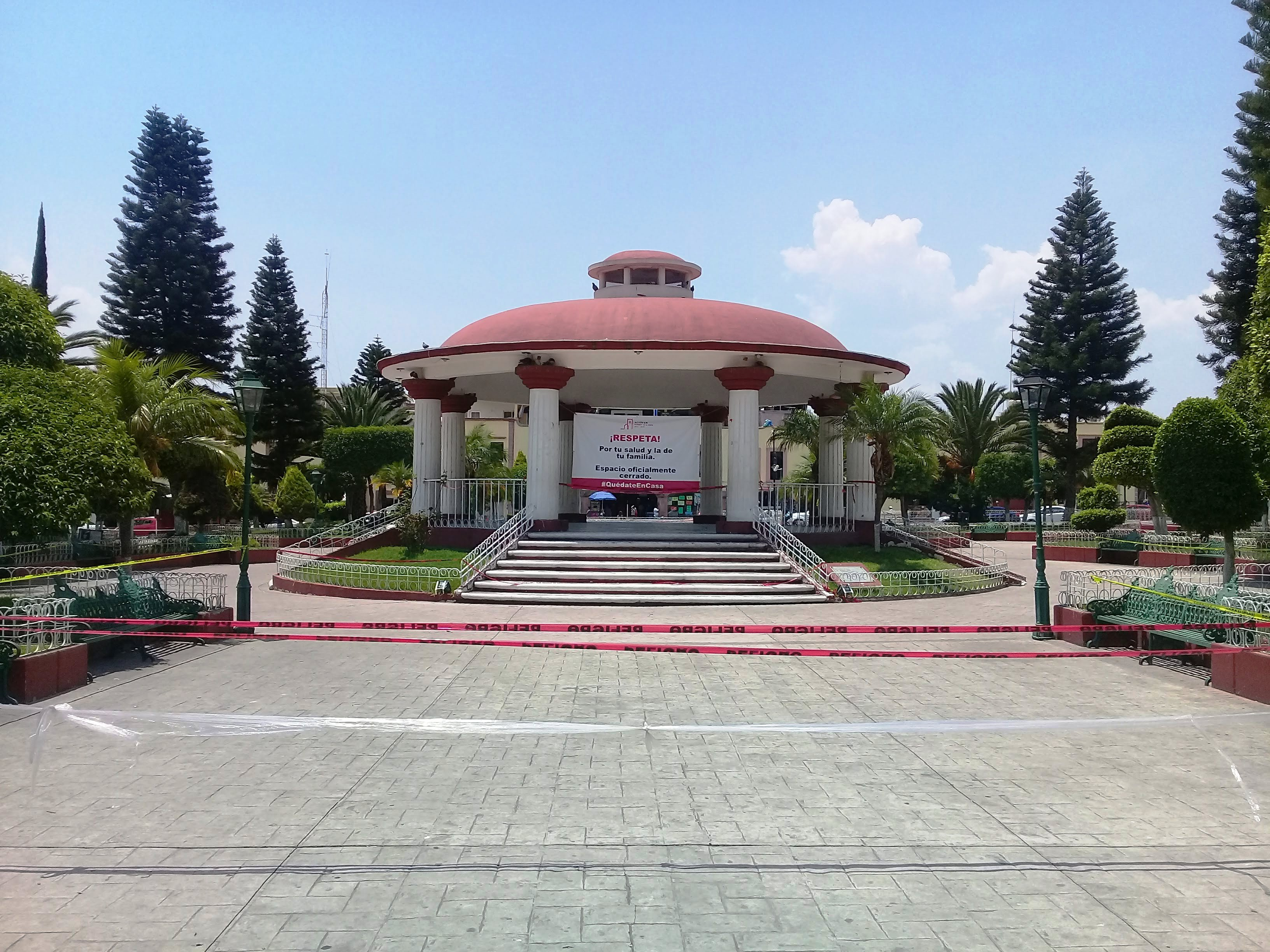
Plaza Juárez en Actopan, cerrada al público.

El 15 de marzo los municipios de Pachuca de Soto, Tula de Allende, Tlaxcoapan y Mixquiahuala de Juárez comenzaron la suspensión de actividades masivas, como medida de preventiva. Los Ayuntamientos de Actopan, San Bartolo Tutotepec, Pachuca de Soto, Tulancingo de Bravo, Tula de Allende, Atitalaquia, Huejutla, Tepeji del Río, Ixmiquilpan y Tecozautla cerraron  espacios públicos para evitar contagio. En Molango de Escamilla el acceso a la laguna de Atezca fue restringido por tiempo indefinido.
Entre los tianguis suspendidos temporalmente, o que operan con medidas de seguridad durante este periodo se encuentran los que se instalan en los municipios de Pachuca de Soto, Apan, Actopan, Tlahuelilpan, Tenango de Doria, Acaxochitlán, Tulancingo, Huejutla, Jaltocán, Atlapexco, y Tecozautla. En Cuautepec de Hinojosa se instaló un túnel inflable para desinfectar el acceso de las personas al tianguis.
Varias localidades instalaron filtros sanitarios en los principales accesos, bloqueado la entrada a personas foráneas al lugar como: Mineral del Chico, Huasca de  Ocampo, Mineral del Monte, Atlapexco, Metztitlán; Huehuetla; en la comunidad de El Zapote, en el municipio de Xochiatipan, se anunció que implementaría una multa de 25 mil pesos a personas ajenas que ingresen a la comunidad. En la localidad de San Nicolás, municipio de Tenango de Doria, los habitantes también establecieron un toque de queda. En Tlanchinol se declaró la ley seca por tiempo indefinido. En Acapa, municipio  de Tlahuiltepa, las autoridades comunales solicitaron a los pobladores que sus parientes de otras entidades no acudieran a la región. En la comunidad Huitzitzilingo, municipio de San Felipe Orizatlán restringieron la entrada a este centro poblacional como medida preventiva.
La Secretaría de Salud de Hidalgo informó que los cementerios en los 84 municipios, permanecerían cerrados el 10 de mayo, Día de la Madre; y el  21 de junio, Día del Padre. Para evitar contagios en el ayuntamiento de Huejutla, a partir del 15 de junio fue habilitada una carpa de desinfección en el acceso principal del palacio municipal. Algunos de los municipios de Hidalgo que ordenaron el uso obligatorio de cubrebocas son: Zimapan, Actopan, Tulancingo de Bravo, Pachuca de Soto, Tula de Allende, Huejutla de Reyes y Real del Monte.
En la segunda ola de contagios las localidades de La Providencia, Chavarría, Pachuquilla, Pachuca, Actopan, y Tulancingo; decidieron volver a cerrar las vialidades principales. Desde el 8 de febrero de 2021, el Ayuntamiento de Mineral de la Reforma, colocó en Pachuquilla, frente al Palacio Municipal una estación auxiliar de relleno de oxígeno medicinal que se otorgó de manera gratuita. Esta estación funcionó hasta mediados de mayo,  se repartió un total de 11 698 747 litros de oxígeno, entre 2404 beneficiarios. A partir del 25 de febrero de 2021, municipio de Pachuca empezó aplicar pruebas rápidas mediante una unidad móvil, en las colonias y barrios identificadas como zonas de riesgo. El Ayuntamiento de Pachuca, y el Gobierno de Hidalgo anunció la creación del Banco de concentradores de oxígeno, mediante el cual, se prestó el equipo médico a la población que tenga un enfermo de COVID-19. El DIF Pachuca durante la tercera ola continuo con el préstamo de 50 unidades de concentradores de oxígeno.
Durante la tercera ola, los alcaldes de Pachuca de Soto y Mineral de la Reforma, anunciaron endurecimientos a las medidas sanitarias; medidas que adoptarán conjuntamente en ambos municipios. Se anunció el horario de cierre de todos los negocios a las 20:00 horas, sin excepción, el servicio de entrega a domicilio será hasta las 23:00 horas. También los gobierno municipales de San Agustín Tlaxiaca y Tizayuca, se sumó a las restricciones de actividades. En Huazalingo y Tulancingo diversos espacios públicos fueron desinfectadas por personal de Protección Civil.
Los municipios que suspendieron actividades en sus oficinas son Tasquillo, Huautla, San Salvador, Pisaflores, Jacala, Cardonal, Ixmiquilpan, Molango de Escamilla, Cuautepec de Hinojosa, Tlaxcoapan, Huazalingo, Nicolás Flores, Atotonilco el Grande, Huehuetla, Mixquiahuala de Juárez, Tlanchinol y San Agustín Tlaxiaca. Mientras que otros nueve municipios redujeron sus actividades al mínimo como es el caso de Actopan, Tulancingo de Bravo, Acatlán, Santiago Tulantepec de Lugo Guerrero, San Salvador, San Bartolo Tutotepec, La Misión, San Agustín Metzquititlán, Jaltocán y Huejutla de Reyes.

### Acciones sociales

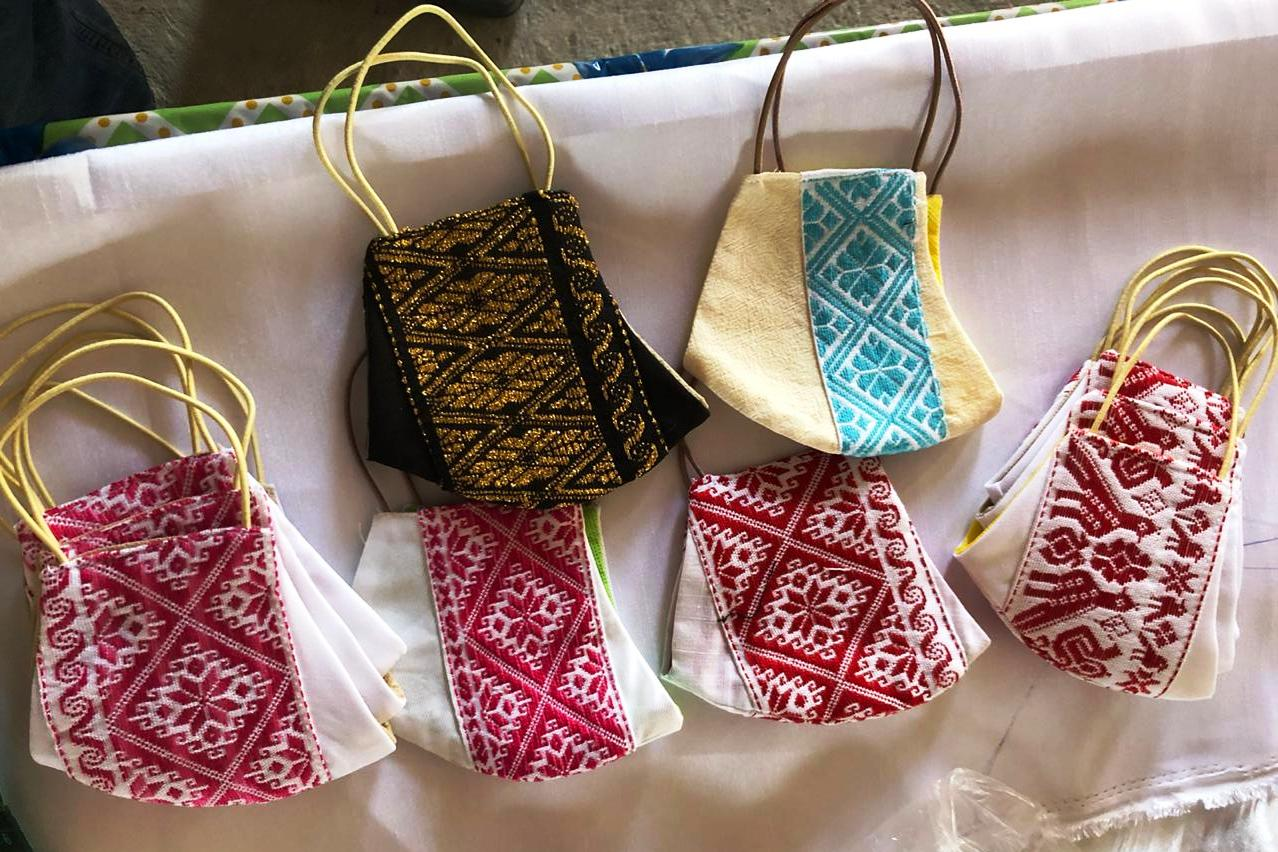
Cubrebocas con bordados otomíes de Ixmiquilpan.

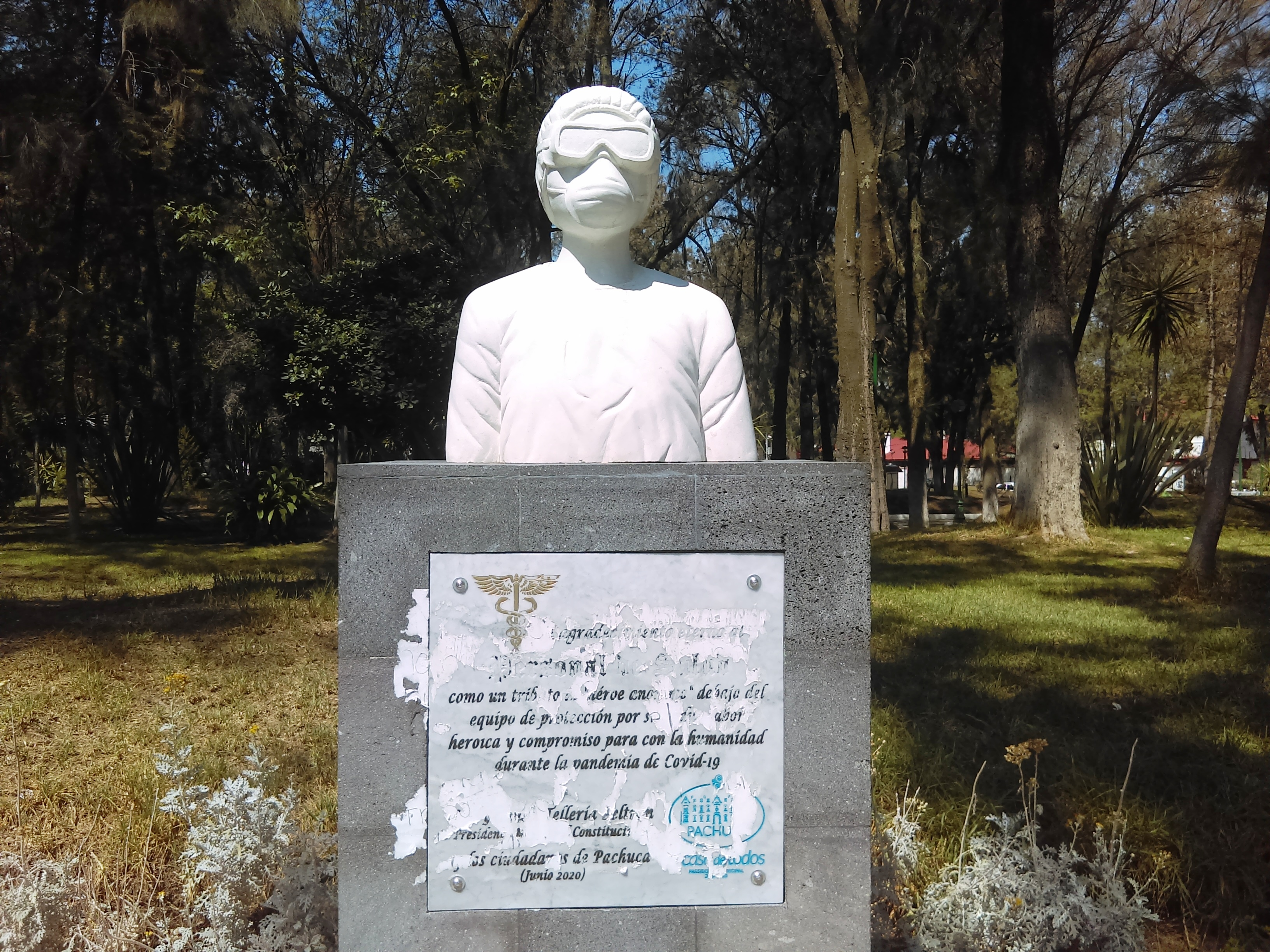
Monumento en honor a los profesionales de la salud en Pachuca.

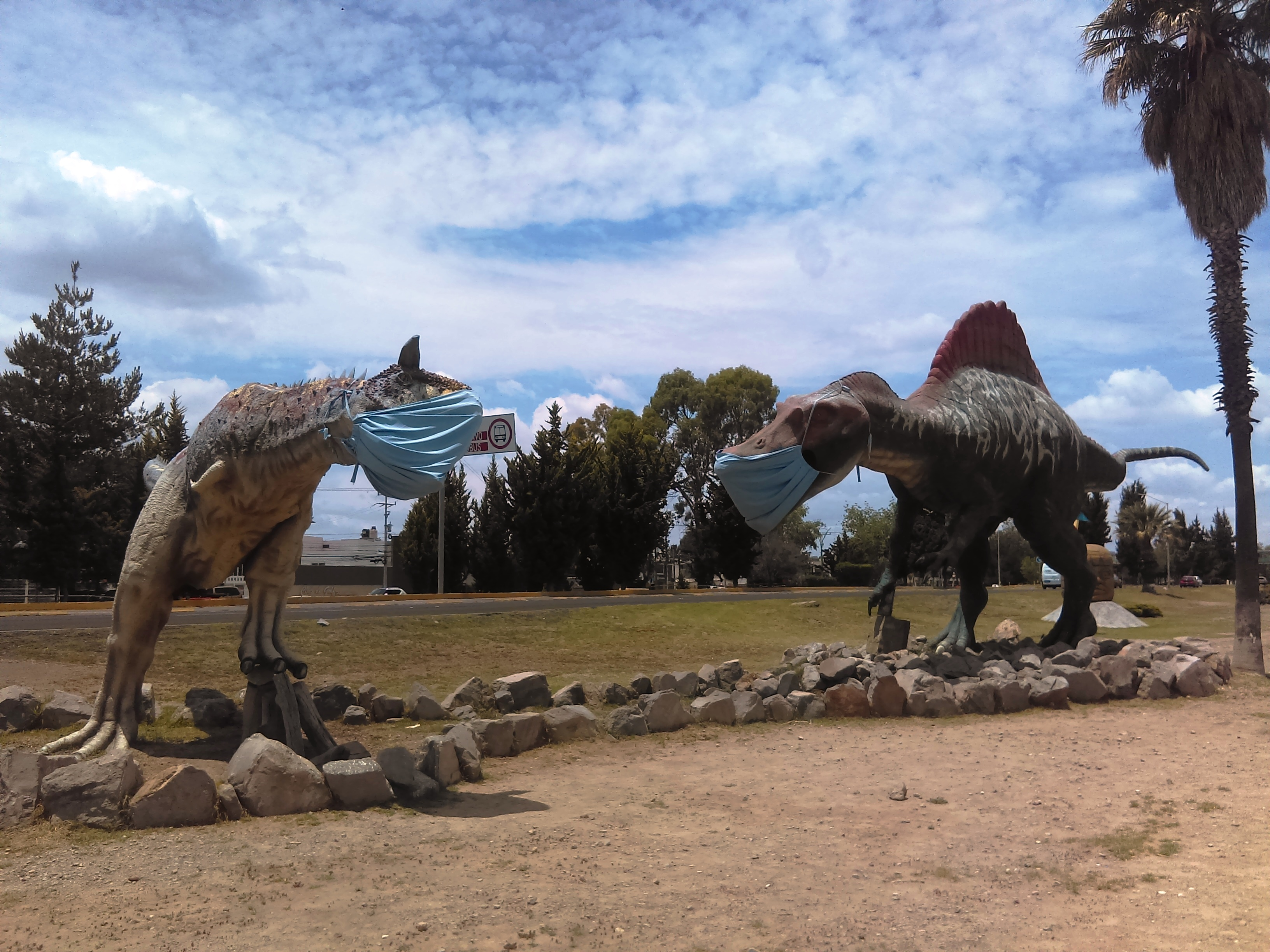
Dinosaurios con cubrebocas en el Dinoparque del Museo El Rehilete en Pachuca.

El 31 de marzo el Reloj Monumental, y el 1 de abril el Monumento a los Insurgentes ambos en Pachuca, se iluminaron de color verde, en reconocimiento al personal médico y su labor en la emergencia sanitaria. El 28 de abril las esculturas y estatuas del Monumento a los Insurgentes, el Monumento a la Revolución, el Monumento a Benito Juárez, la Estatua Monumental a Miguel Hidalgo, y el Monumento la Victoria del Viento, todos estos en Pachuca, amanecieron con cubrebocas, ningún grupo o persona se adjudicó el acto. El 2 de mayo el monumento a Antonio Reyes Cabrera, y los seis personajes en el Monumento a la Revolución, ambos ubicados en Huejutla amanecieron con cubrebocas.
El 30 de abril mujeres integrantes del Consejo Supremo Hñañhu, realizaron un ritual de purificación, para pedir por la protección del personal médico y las personas en general, esto en el Hospital Regional del Valle del Mezquital localizado en la localidad de Taxadhó, municipio de Ixmiquilpan. El 22 de mayo de 2020 una funeraria de Pachuca realizó un "desfile" de carrozas fúnebres,  el recorrido fue por las calles del centro de Pachuca, portando el mensaje en el toldo de “Cuídate, Quédate en casa”. El 30 de mayo una caravana de vehículos, visitó los tres hospitales ubicados en Tula de Allende, para agradecer al personal médico su labor en la emergencia sanitaria.
El 31 de mayo de 2020 en el Cristo Rey de Pachuca, se realizó un espectáculo de luces, videomapping y un concierto con un imitador de Manuel Mijares, se proyectaron diferentes mensajes de agradecimiento para el personal médico, que labora durante la pandemia. El 8 de julio de 2020 se inauguró un monumento en Pachuca dedicado al personal de la salud que labora durante la pandemia en el estado de Hidalgo.
El 27 de julio de 2020 durante el su primer partido del Torneo Guard1anes 2020 el Club de Fútbol Pachuca en las gradas del Estadio Hidalgo fueron colocadas más de mil rosas blancas en butacas distribuidas por todo el inmueble, las cuales también llevan el nombre de trabajadores de la salud, como son doctores, enfermeros y camilleros. El 28 de enero de 2021, la Unión de Comerciantes Establecidos de Actopan Hidalgo iniciaron una campaña de concientización denominada “¿De qué lado quieres estar?”; en la que sacaron a exhibir ataúdes en la vía pública, acompañado de dos personas que utilizaron un traje sanitario similar al que emplea el personal médico. El 1 de febrero de 2021, en Ixmiquilpan se realizó una campaña con carrozas para generar conciencia entre la población debido a los contagios y muertes generadas por el COVID-19.
En el municipio de San Bartolo Tutotepec, Roberto Castro de 42 años; en las zonas rurales de la sierra, donde no es posible llegar por vehículos porque no hay caminos busca de personas enfermas, posibles casos de Covid-19 para bajarlos cargando en busca de atención médica. Los artesanos de Hidalgo empezaron la producción de cubrebocas bordados; en la Sierra de Tenango con el estilo de “Tenango” y en el Valle del Mezquital con el estilo de “pepenado” y “flor y canto”.

## Cierre y reapertura de actividades

### Durante 2020

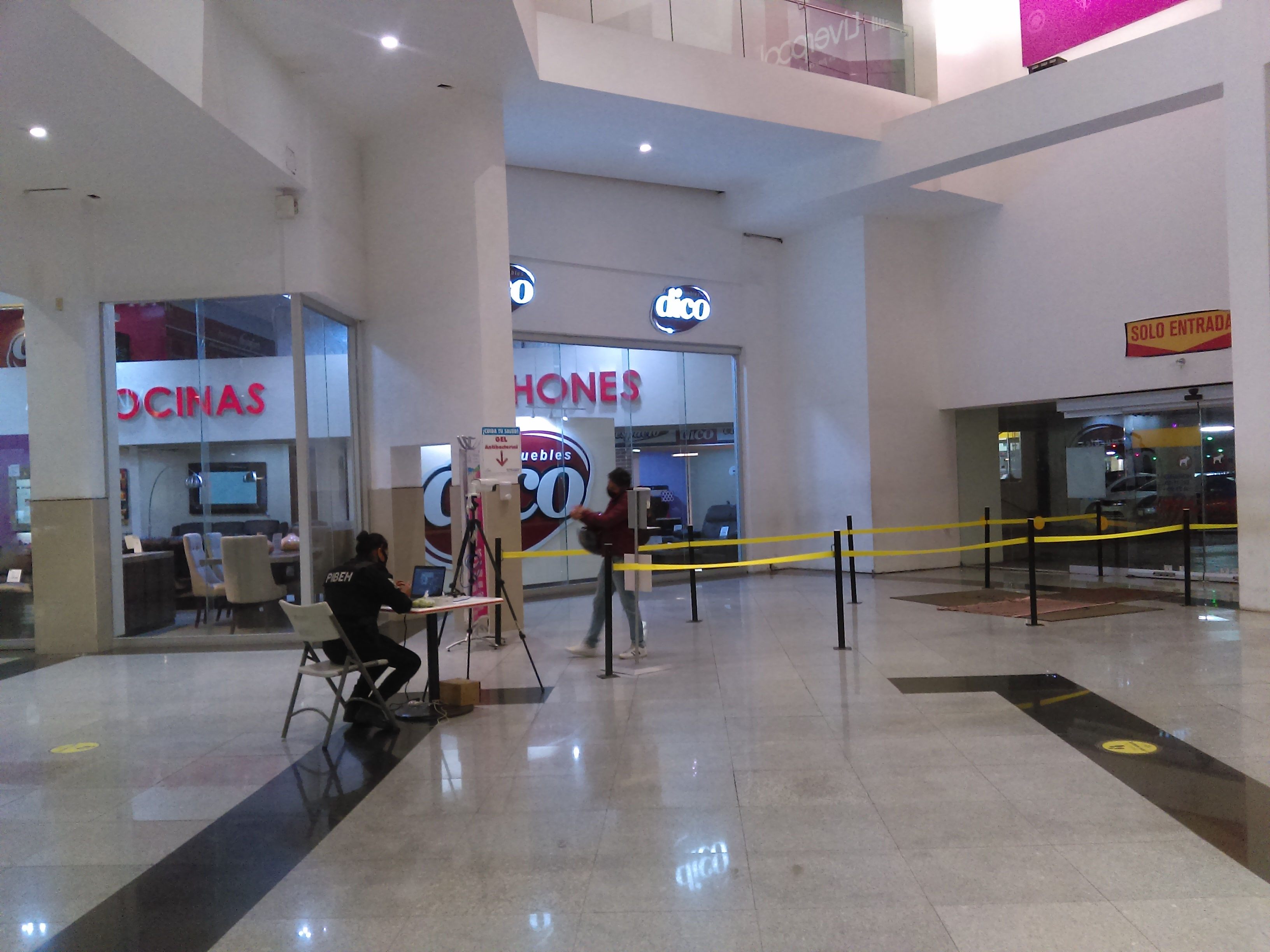
Plaza Galerías Pachuca en su reapertura a mediados de julio de 2020.

La Universidad Autónoma del Estado de Hidalgo (UAEH) anunció la suspensión de actividades presenciales a partir del 21 de marzo de 2020. El 12 de abril de 2021, las oficinas de la UAEH, reanudaron actividades al 50 % en sus oficinas; y continuando las clases a distancia. A partir del 26 de marzo de 2020, se suspendieron los servicios religiosos de acuerdo con la Arquidiócesis de Tulancingo. El 25 de junio de 2020, la Arquidiócesis de Tulancingo informó la reanudación de celebraciones religiosas presenciales, pero con las medidas sanitarias para evitar contagios.
El 24 de marzo de 2020, se anunció el cierre de balnearios y centros acuáticos en Hidalgo, por medio de un comunicado la Asociación de Balnearios del Estado de Hidalgo AC. El 29 de junio de 2020, se tenía programada la reapertura del Corredor de Balnearios del Valle del Mezquital y Pueblos Mágicos de Hidalgo, pero fue suspendida. Entre el 10 y 11 de julio de 2020, los parques acuáticos, algunos Pueblos Mágicos empezaron a reabrir. En enero de 2021, se anunció que quedaban cerrados los fines de semana, los principales destinos del estado, como su corredor de balnearios y la mayoría de los Pueblos Mágicos. A partir del 6 de marzo de 2021, los Pueblos Mágicos de Hidalgo y los balnearios, iniciaron una nueva reapertura a visitantes y turistas.
El 6 de junio de 2020 alrededor de 350 comerciantes de productos no esenciales de la zona centro de Huejutla acordaron la reapertura de sus establecimientos. A mediados de junio de 2020, empresarios ubicados en el centro de Tulancingo, propusieron al gobierno municipal la reapertura de sus negocios. El 15 de junio se anunció la reapertura parcial de los accesos viales del centro de la ciudad de Actopan. En Actopan, 14 de junio de 2020, se volvió a instalar el tianguis del domingo, y el 17 de junio, el tianguis del miércoles volvió a instalarse. El 6 de julio de 2020 la plaza Galerías Pachuca reactivó actividades, luego de permanecer cerrada desde el 23 de marzo.

### Durante 2021

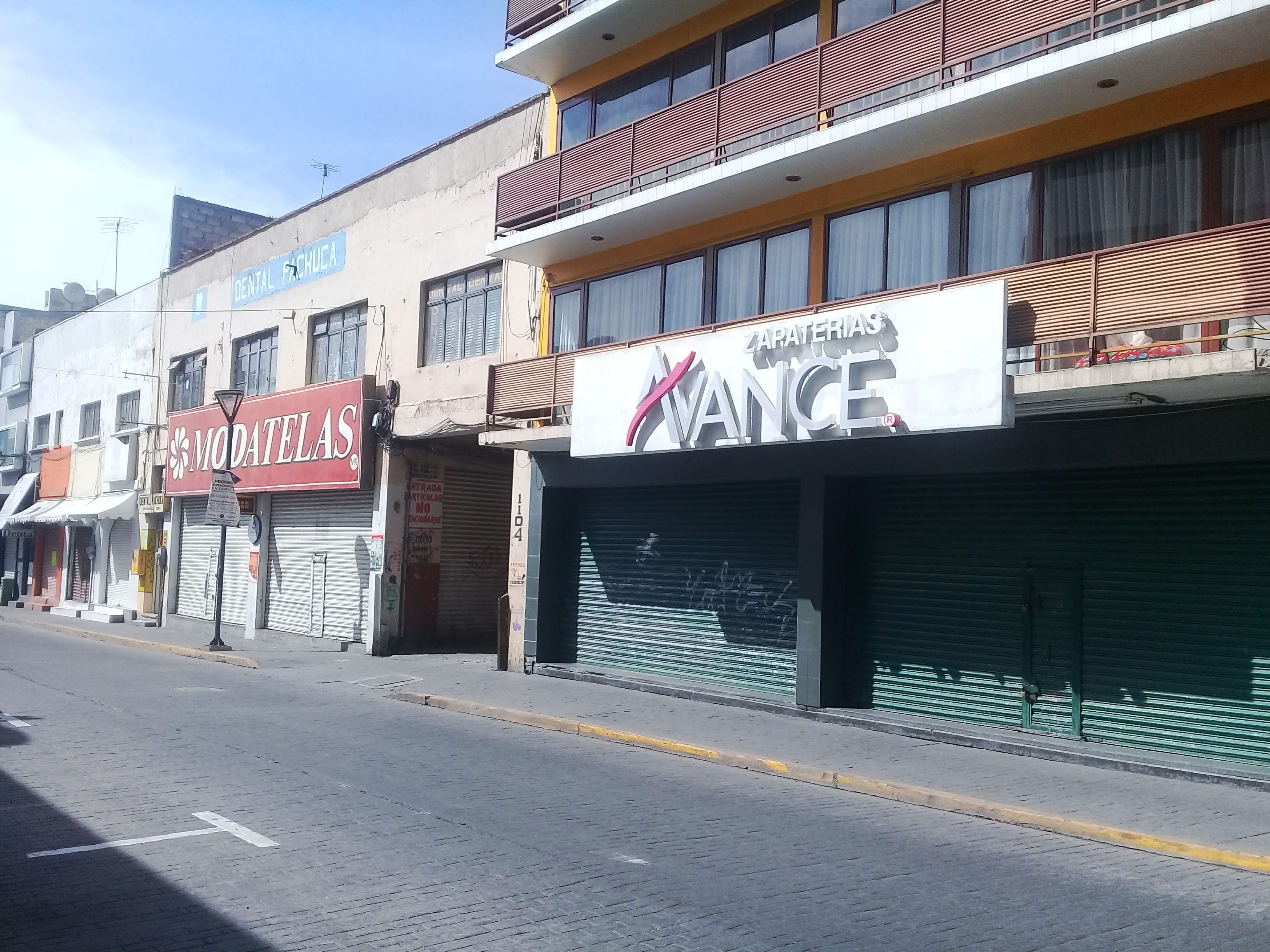
Negocios en Calle Guerrero en Pachuca, durante la segunda ola de contagios.

El 5 de enero de 2021, en Pachuca de Soto; centros comerciales como Galerías, y supermercados como Sam’s Club, Aurrera, Walmart, y tiendas departamentales como Liverpool, cerraron áreas consideradas no esenciales, entre ellas ropa, vinos y electrónica.
 Otros municipios como en Tula de Allende y Huejutla de Reyes, informaron la suspensión de sus respectivos tianguis de juguetes. El 8 de febrero de 2021, se inició la reapertura de negocios y comercios de la entidad, tras más de cuatro semanas de aplicar severas restricciones al sector, durante la segunda.
Los primeros días de enero de 2021, se confirmó la realización del Tianguis del juguete en Pachuca; el 4 de enero de 2021 Las autoridades estatales acordaron cancelar el evento. El 5 de enero de 2021, la Secretaría de Salud de Hidalgo emitió una circular donde se informó del cierre de jugueterías, plazas comerciales y tiendas departamentales. También con apoyo del mando coordinado policial, autoridades estatales y municipales llevan a cabo un operativo en Pachuca, supervisando que se lleven a cabo las nuevas restricciones, cerrar negocios no esenciales, y evitando la instalación de puestos de venta de juguetes y otros productos.
El 18 de marzo de 2021, se reactivó el ingreso de aficionados al Estadio Hidalgo;  entre las medidas de seguridad se encontraban un aforo al 30 %, filtros sanitarios, protocolos de distancia entre aficionados, y sin la presencia de porras.  La Secretaría de Salud de Hidalgo, realizó mil pruebas de antígenos de manera aleatoria, dos de ellas arrojaron un resultado positivo, pese a que no presentaban síntomas; y 64 personas con anticuerpos. También se incumplió uno de los protocolos marcados por la Liga MX, los boletos se tenían que vender  de manera electrónica; sin embargo, se habilitaron al menos seis puntos de venta.
El 28 de mayo de 2021, el gobierno de Hidalgo anunció que los eventos masivos, ferias, carnavales y peregrinaciones podrán realizarse en los 84 municipios de la entidad, con autorización y supervisión de las autoridades estatales y municipales. También ese día en Pachuca y Mineral de la Reforma, aumentó el aforo permitido en bares, salones de fiestas, gimnasios, mercados, plazas comerciales y otras actividades económicas, así como la extensión de horarios. El 13 de junio de 2021, el Ayuntamiento de Tula, se abrió al público El Jardín de la Plaza Constitución y, se permitió la realización de eventos masivos con aforo máximo del 50 por ciento.
Durante la tercera ola de contagios a principios de julio de 2021; el Gobierno de Hidalgo anunció la suspensión eventos masivos y reducción el aforo de hasta 50 % en establecimientos comerciales. También se presentó el programa Verano Responsable, con acciones para evitar la propagación; en los Pueblos Mágicos de Hidalgo, los establecimientos deben tener un aforo según su rubro, respetar la sana distancia, evitar aglomeraciones y privilegiar actividades al aire libre. Se intensificará en zonas turísticas la promoción del Distintivo Escudo como una señal de confianza a consumidores y turistas. La Secretaría de Turismo hizo un llamado a que los turistas no visiten Pachuca de soto ni Mineral de la Reforma.
Pese al color de semáforo los balnearios y Pueblos Mágicos permanecerán abiertos con un aforo permitido del 60 por ciento.  También sigan abiertos distintos comercios con aforo restringido y horario reducido. En julio de 2021, el centro ecoturístico “El Vuelo del Águila”, ubicado en la comunidad El Cobre, municipio de Nicolás Flores, reanudó sus actividades después de casi un año. En Huejutla, se suspendieron las ligas deportivas. En Tenango de Doria, luego de permanecer suspendido durante dos domingos consecutivos, el 15 de agosto, se instaló el tianguis, a un 50 por ciento de su capacidad.

### Regreso a clases presenciales
Para el inicio del Ciclo escolar 2021-2022, se informó que solo quince municipios regresarían a clases presenciales: Atlapexco, Chapulhuacán, Eloxochitlán, Huasca de Ocampo, Huautla, Huazalingo, Juárez Hidalgo, San Agustín Metzquititlán, Nopala de Villagrán, Pacula, Tianguistengo, Tlanchinol, Xochiatipan, Xochicoatlán y Yahualica. Entre las medidas sanitarias se encuentran uso cubrebocas, sana distancia y sanitización, se estableció eliminar el receso, además de que el cupo de los grupos se redujo. El retorno a las aulas se organizó de acuerdo a la autonomía de cada plantel en coordinación con padres y madres de familia.
El 30 de agosto de 2021, de 1263 escuelas que regresarían a clases, solo 848 planteles fueron seleccionados, y solo 542 reanudaron sus actividades. En Atlapexco solo una escuela realizó actividades, y solo tres en Yahualica; en Huazalingo y Huautla, la asistencia fue mínima; y en Huasca, solo el Colegio de Bachilleres del Estado de Hidalgo (Cobaeh) inició clases presenciales.
El 27 de septiembre de 2021, el Centro de Bachillerato Tecnológico Industrial y de Servicios (CBTis) 222 en Pachuca de Soto, y el CBTis 286 en Mineral de la Reforma regresaron a clases presenciales, pero únicamente para el alumnado de quinto semestre. El 21 de septiembre, CBTis 179 de Tulancingo, anunció el regreso a clases presenciales; pero el 13 de octubre, se anunció el regreso a clases virtuales, debido registraron varios contagios de la covid-19, así como dos profesores fallecieron. El 11 de octubre regresaron a clases presenciales en cinco municipios: Nicolás Flores, Tecozautla, Lolotla, Tlahuiltepa y Jaltocán.
El 18 de octubre la Universidad Intercultural del Estado de Hidalgo en Tenango de Doria regreso a clases presenciales. También ese día regresaron a clases presenciales 22 municipios: Mineral del Chico, San Salvador, Santiago de Anaya, Tolcayuca, Acatlán, Atitalaquia, Atotonilco de Tula, Atotonilco el Grande, Cuautepec, Epazoyucan, Francisco I. Madero, La Misión, Metztitlán, Omitlán, Pisaflores, San Agustín Tlaxiaca, San Felipe Orizatlán, Singuilucan, Tasquillo, Tepehuacan de Guerrero, Tlanalapa y Zapotlán.

## Eventos cancelados

### En 2020
La Junta de Gobierno de la LXIV Legislatura del Congreso de Hidalgo informó que todas las actividades en dicho espacio se suspenden desde el 23 de marzo hasta nuevo aviso. El 30 de marzo el Gobierno de Hidalgo y distintas Secretarías anunciaron al cese temporal de sus actividades. El 1 de abril, el Instituto Nacional Electoral (INE) decidió posponer las elecciones estatales de Hidalgo de 2020; el 30 de julio el INE determinó que los comicios se realizaran el domingo 18 de octubre.
La UAEH anunció que el Festival Internacional de la Imagen (FINI) fue pospuesto, y la edición 33 de la Feria Universitaria del Libro (FUL), se realizó de forma virtual del 28 de agosto al 6 de septiembre de 2020. Ente los eventos de Semana Santa, que fueron cancelados y que son de los más representativos de Hidalgo, se encuentran: el viacrucis en Acatlán, la procesión del silencio en Tepeji del Río, la bajada del ángel en Tlaxcoapan, y la lluvia de pétalos de rosas en Mineral del Chico. En varios municipios se realizaron las actividades de Semana Santa pero sin la asistencia de fieles; y se decidió transmitir los eventos mediante vídeos y fotografías en redes sociales.
Entre los eventos cancelados y/o pospuestos por la pandemia se encuentran la Muestra Gastronómica de Santiago de Anaya; la Fiesta del Señor de las Maravillas en El Arenal; la Feria San José en Tula de Allende; la Feria del Calvario en Huichapan, la Fiesta de las Espigas en Tlaxcoapan, la Feria de San Antonio de Padua en Tasquillo, la Expo Feria en Cuautepec de Hinojosa, la Feria del Maguey y la Cebada en Apan, la Feria de la Barbacoa en Actopan, la Feria del Señor de las Tres Caídas en Tepetitlán, el encuentro del Consejo Supremo Hñahñu en Ixmiquilpan, la Expo Feria y Feria Tradicional de Tulancingo, la Feria Patronal y el Concurso de Castillos en Santiago de Anaya. También se anunció que la Feria San Francisco en Pachuca, en sus dos versiones, la feria tradicional y la expo feria, fueron canceladas.
El 21 de agosto de 2020 en sesión extraordinaria del Comité Estatal para la Seguridad en Salud, el Gobierno de Hidalgo anunció la cancelación del evento artístico-cultural que se celebra el 15 de septiembre, en la explanada de la Plaza Juárez en Pachuca. En su lugar el Grito de Independencia, se celebró sin audiencia, además de las tradicionales arengas patrias, también se rindió homenaje a los a médicos y enfermeras que laboran durante la pandemia. En lugar de fuegos artificiales, se realizó un espectáculo de luces con ochenta drones; que dibujaron algunas figuras como el contorno de la República Mexicana, la Campana de Dolores y frases de Viva Hidalgo. Varios municipios igual cancelaron sus respectivos eventos de las fiestas patrias.
Las celebraciones de Día de Muertos y Xantolo, el Gobierno de Hidalgo, recomendó a la población festejar a sus difuntos desde casa, bajo el lema “Que la celebración de Día de Muertos o Xantolo; no sea la última fiesta del 2020”. En Huejutla el Xantolo 2020, fue cancelado; la Mega Ofrenda de la plaza municipal no se colocó, y solo se realizaron actividades virtuales, y no se realizará. Se recomendo que los cementerios permanecieran cerrados, en Pachuca y Mineral de la Reforma permanecieron cerrados, en Actopan y Acaxochitlán permanecieron abiertos, En la localidad de Tehuetlán, se realizó el certamen Señorita Cempasúchil, únicamente con la asistencia de los organizadores del evento y las participantes del mismo.
En las Fiestas Decembrinas, para los festejos de Nuestra Señora de Guadalupe, la Basílica Menor de Nuestra Señora de Guadalupe en Pachuca, permanecerá abierta los días 11 y 12 de diciembre, pero no se instalara el tianguis y no se convocó a ningún tipo de peregrinación. Así mismo se canceló los encendidos de árbol de Navidad y Cabalgata de Reyes Magos, que el Gobierno de Hidalgo realiza en distintos municipios.

### En 2021
A mediados de enero de 2021, se anunció la cancelación de los carnavales en la Huasteca, Sierra de Tenango, Valle de Tulancingo y Valle del Mezquital; siendo algunos realizados de manera virtual. El 17 de marzo de 2021 se anunció la cancelación por segundo año de la Fiesta del Señor de las Maravillas en El Arenal. Las ceremonias para recibir el equinoccio 2021, se cancelo el acceso a las cuatro zonas arqueológicas de hidalgo, ni a los sitios donde se encuentran pinturas rupestres. Por segundo año consecutivo se moodificaron las celebraciones de Semana Santa, las ceremonias presenciales no están prohibidas, sí deberán acatar restricciones de prevención para evitar contagios.
En un principio se anunció, que las ferias de Actopan y Pachuca si se realizarían; y en Tulancingo se autorizó la  realización de eventos deportivos, pero no se confirmó la realización de la feria. El 18 de junio de 2021, se sostuvo una reunión con los presidentes municipales de Pachuca y Tulancingo, y el secretario de Turismo, para analizar si se permiten llevar a cabo las ferias tradicionales en ambos lugares. Después se anunció la suspensión de las ferias de Pachuca, Tulancingo y Actopan. Sin embargo el 1 de julio el Ayuntamiento de Actopan, informo de la realizacipon de la Muestra Gastronómica de la Barbacoa y el Ximbó, que se realiza cada año paralela a la feria.
El arzobispo de Tulancingo, Domingo Díaz Martínez, solicitó a los sacerdotes locales y a los movimientos laicales a mantener la prudencia para realizar fiestas religiosas, congregaciones multitudinarias; y de preferencia, evitar concentraciones masivas. Aunque en distintos lugares se realizaron ferias religiosas, hasta con bailes populares. La UAEH anunció que por segundo año consecutivo, la Feria Universitaria del Libro será virtual. En el municipio de Tepeji del Río de Ocampo, las fiestas patronales de Santa Ana Azcapotzaltongo, Santiago Tlautla, Santiago Tlaltepoxco y Santiago Tlapanaloya, fueron canceladas.
El 8 de agosto se realizó el festival de música electrónica Summer Music Fest en un balneario de Ixmiquilpan, en el que no se respetaron algunas medidas sanitarias, una semana después se registraron los primeros contagios de Covid-19 entre asistentes. En agosto en la comunidad de Zimapantongo, en Chapantongo, se llevó la feria anual; los organizadores se negaron a cancelar el evento, por lo que se comprometieron a realizarlo con las medidas recomendadas. Ante la tercera ola el Gobierno de Hidalgo decidió suspender nuevamente bares y cantinas ante el aumento de contagios.
En agosto de 2021, el tradicional tianguis de Tepeji del Río fue suspendido. Para septiembre los “festejos patrios” fueron cancelados debido a las condiciones epidemiológicas; así como la feria municipal de Atitalaquia el 27 de septiembre.

## Sistema de color de semáforo

### Semáforo estatal

Mapa del semáforo epidemiológico.

El Sistema de color de semáforo fue anunciado por el Gobierno de México, consta de cuatro colores (verde, amarillo, naranja y rojo) que representan la gravedad de la pandemia en cada estado. Del 1 de junio hasta el 21 de junio el estado de Hidalgo se mantenía en color rojo. La semana del 22 al 28 de junio Hidalgo pasó a color naranja; sin embargo para la semana del 29 de junio al 5 de julio regreso a color rojo. Del 6 al 19 de julio se mantuvo en color naranja. Desde el 20 de julio al 30 de agosto de 2020, Hidalgo se mantuvo en color rojo. A partir del 31 de agosto de 2020, el estado de Hidalgo paso a color naranja.
Desde el 18 de enero de 2021, fue declarado en semáforo rojo todo el territorio del estado de Hidalgo; el 15 de febrero de 2021, regresó al color naranja. A partir del 1 de marzo de 2021, Hidalgo entra a color amarillo.  Para el 29 de marzo de 2021, en el semáforo de riesgo epidémico nacional, el estado regresó a color naranja; y p ara el 12 de abril de 2021, el estado regresó a color amarillo.
Para el 26 de abril de 2021, en el semáforo de riesgo epidémico nacional, el estado regresó a color naranja; para el 10 de mayo de 2021, regresó a color amarillo; y el 24 de mayo de 2021, el estado avanzó a color verde; Para el 19 de julio de 2021, en el semáforo de riesgo epidémico nacional, el estado regresó a color amarillo; y para el 19 de julio de 2021, regresó a color naranja.
El 23 de agosto de 2021, en el semáforo de riesgo epidémico nacional, el estado regresó a color rojo; y para el 6 de septiembre regreso a color naranja. Para el 20 de septiembre Hidalgo regreso a color amarillo. El 18 de octubre, Hidalgo pasó a color verde.

### Semáforo municipal

Mapa del semáforo epidemiológico municipal (24 de agosto de 2021).

El 22 de diciembre de 2020, 11 municipios fueron declarados en semáforo epidemiológico estatal rojo, luego de que estas localidades con las que presentan el mayor número de contagios y decesos. Estos municipios son Pachuca, Mineral de la Reforma, Tulancingo, Tizayuca, Villa de Tezontepec, Apan, Tepeapulco, Tula de Allende, Tepeji del Río, Actopan y Mineral del Monte. En estos municipios se reactivó el programa Hoy No Circula Sanitario, y los negocios tendrán que cerrar sus puertas a las 6 de la tarde.
El 5 de enero de 2021, se declaró a 33 municipios en semáforo rojo, se suspenden las actividades en establecimientos de 33 municipios y se incrementó en ellos el Hoy no Circula Sanitario. El 15 de febrero de 2021, el Gobierno de Hidalgo determinó que los 33 municipios en rojo se mantengan en ese color. A partir del 1 de marzo de 2021, Hidalgo entra a color amarillo, a excepción de los 33 municipios en rojo, que se mantienen en ese color. El 3 de marzo de 2021, se anunció que solo ocho municipios se mantendrían en rojo. Mientras que los restantes 25 municipios de los 33 se mantendrán en color naranja.
El 17 de marzo de 2021, fue presentado el semáforo de riesgo municipal, con 8 municipios en rojo, 29 en naranja y 47 en amarillo. El 14 de abril de 2021, en el semáforo de riesgo municipal, 17 municipios están en rojo, 21 municipios en color verde, 25 permanecen en amarillo y 21 se encuentran en color naranja. El 21 de abril de 2021, se aumentó el número de municipios en rojo de 17 a 18. El 12 de mayo se presentó un nuevo semáforo de riesgo municipal, 42 municipios en color verde, 15 en amarillo, 14 en anaranjado y 13 en rojo.
El 25 de mayo se presentó un nuevo semáforo municipal, con 46 municipios en verde, 15 en amarillo, 11 en anaranjado y 12 que en rojo. El 9 de julio de 2021, se presentó un nuevo semáforo municipal, con 46 municipios en verde, 11 municipios en amarillo, 16 en anaranjado y 11 en rojo.  El máximo riesgo permanece en la zona metropolitana de Pachuca. El 21 de junio de 2021, se presentó un nuevo semáforo municipal, con 46 municipios en verde, 16 municipios en amarillo, 12 en anaranjado y 10 en rojo. El 27 de julio de 2021, se presentó un nuevo semáforo municipal, con 32 municipios en verde, 18 municipios en amarillo, 15 en anaranjado y 19 en rojo.
El 24 de agosto de 2021, la Secretaría de Salud (SSH) indicó que 19 municipios se encuentran en semáforo rojo; 26 en naranja; 24 en amarillo y 15 en verde.

## Vacunación

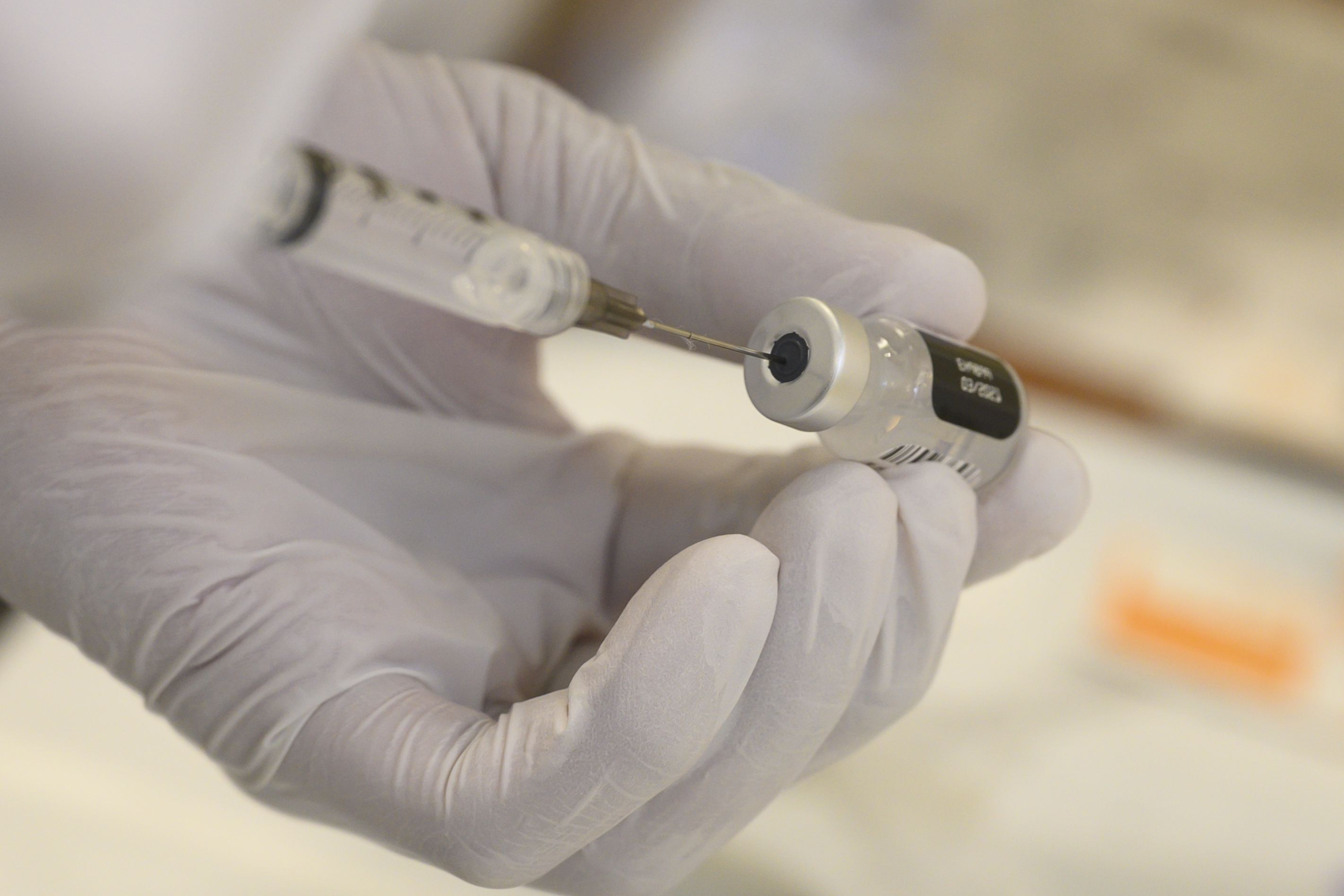
Vacuna Tozinamerán (BNT162b2) de BioNTech y Pfizer.

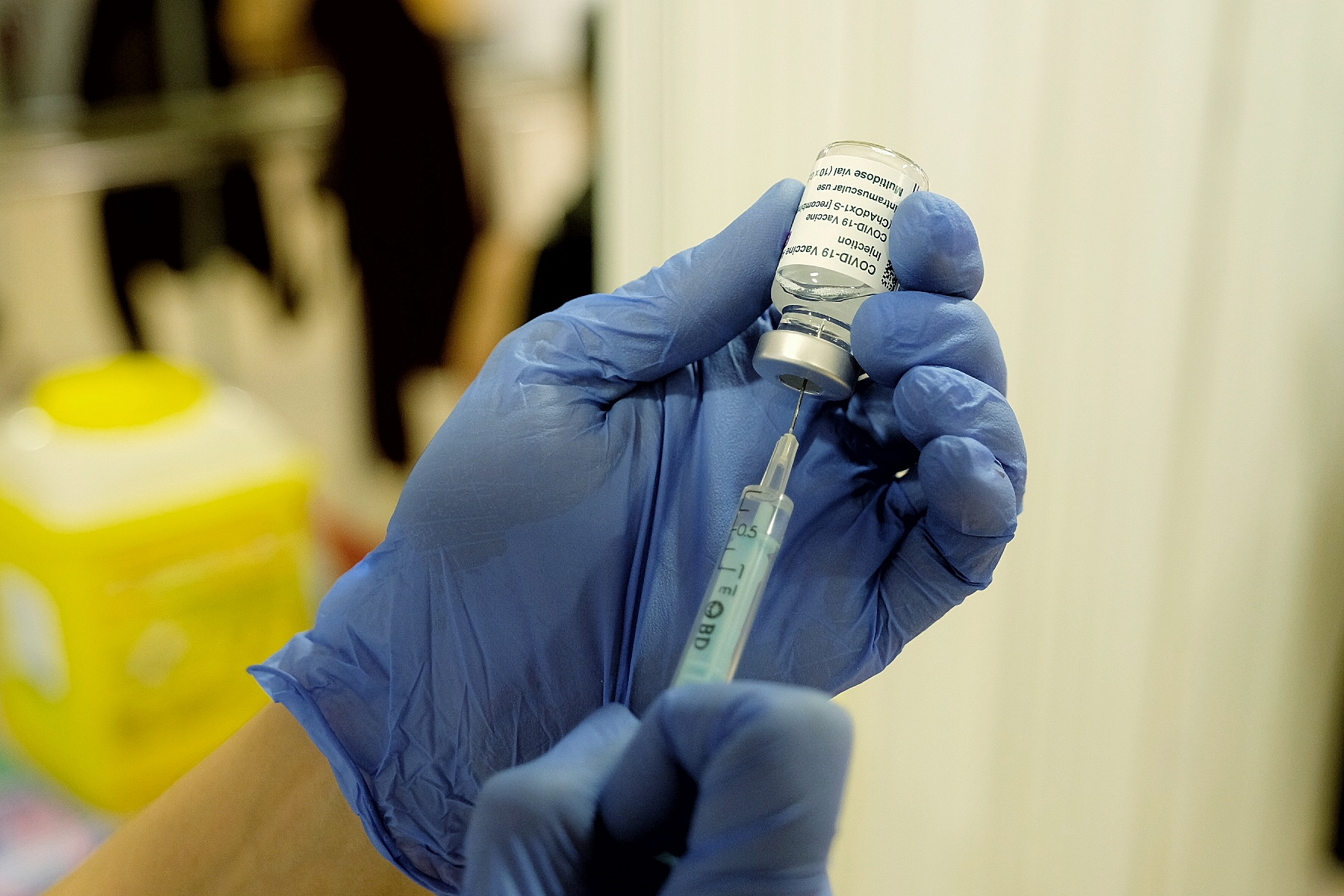
Vacuna AZD1222 de AstraZeneca y la Universidad de Oxford.

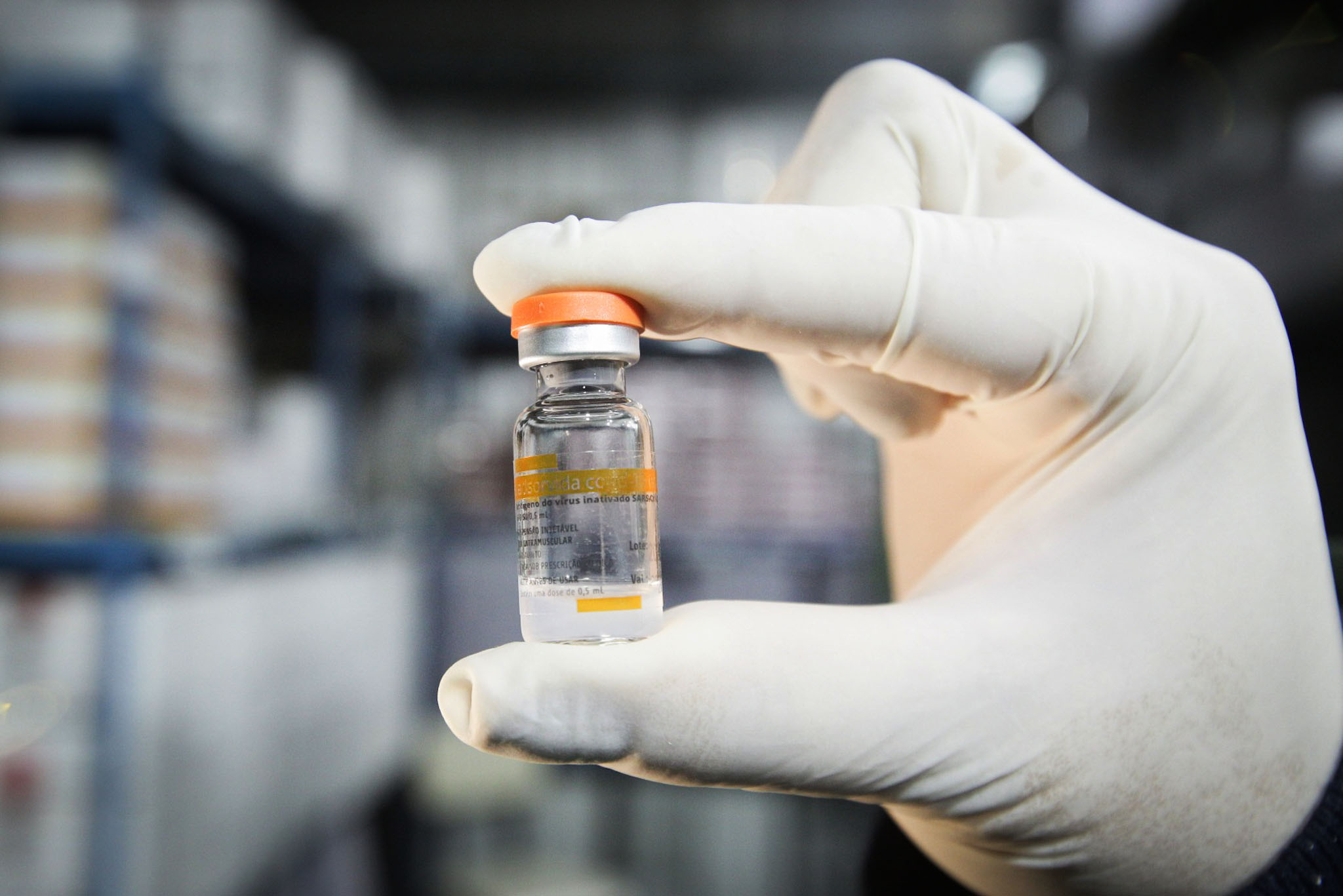
Vacuna CoronaVac de Sinovac Biotech.

De noviembre a diciembre de 2020, en la Asociación Mexicana para la Investigación Clínica (AMIC), ubicada en Pachuca; se realizaron ensayos de fase III de la vacuna Convidicea (Ad5-nCoV) del laboratorio CanSino Biologics; el estudio se realizó durante seis semanas en 600 voluntarios. El 22 de diciembre de 2020, el titular de la Secretaría de Salud del Estado de Hidalgo, informó del primer hidalguense en ser vacunado contra la COVID-19, con la vacuna Tozinamerán (BNT162b2); un médico originario del municipio de Tulancingo de Bravo, que se encuentra realizando su subespecialidad en el Tel Aviv Medical Center, en Tel Aviv, Israel.
El 12 de enero de 2021, arribó a la 18 zona militar en Pachuca de Soto, la primera dotación de vacunas Tozinamerán (BNT162b2) de BioNTech y Pfizer; el 13 de enero de 2021, una enfermera y un médico del Hospital General de Zona número 1 del IMSS en Pachuca, fueron los dos primeros vacunados en Hidalgo. El 7 de mayo de 2021, comenzó la vacunación de médicos, enfermeros, laboratoristas, terapeutas y odontólogos del sector privado.
En el estado de Hidalgo se han utilizado las vacunas: Convidecia (Ad5-nCoV) de CanSino Biologics; Covishield (AZD1222) de Oxford y AstraZeneca; CoronaVac de Sinovac Biotech; y Tozinamerán (BNT162b2) de Pfizer y BioNTech.
Las brigadas de vacunación para personas de 60 años y más, empezaron el 15 de febrero de 2021, y terminó el 4 de junio de 2021. Del 12 al 14 de mayo de 2021, se vacunaron  cerca de 82 mil educadores de todos los niveles educativos, así como de planteles públicos y privados; destacó la vacunación de cerca de seis mil trabajadores de la UAEH. Se determinaron treinta y un centros, para aplicar la vacuna al personal docente, y se aplicó la vacuna Convidecia (Ad5-nCoV) de CanSino Biologics.
Las brigadas de vacunación para personas de 50 a 59 años, empezaron el 4 de mayo de 2021; y terminaron el 3 de septiembre de 2021. El 12 de mayo de 2021, la Delegación de Programas para el Bienestar Hidalgo informó que se empezaría a vacunar a las mujeres embarazadas mayores de edad y con más de 9 semanas de gestación. El 8 de junio de 2021, empezó la vacunación para los adultos de 40 a 49 años de edad.
El 23 de junio de 2021, el gobernador de Hidalgo, Omar Fayad, fue vacunado dentro del grupo de 50 a 59 años en Pachuca de Soto; no se específico si es la primera o la segunda dosis que recibe. La vacunación de personas de 30 a 39 años empezó el 13 de julio de 2021; terminando el 10 de septiembre de 2021. El 9 de agosto de 2021, empezó la vacunación contra la covid-19 para los adultos de 18 a 29 años de edad.

## Casos conocidos

### Casos en políticos
Gobernador y Alcaldes

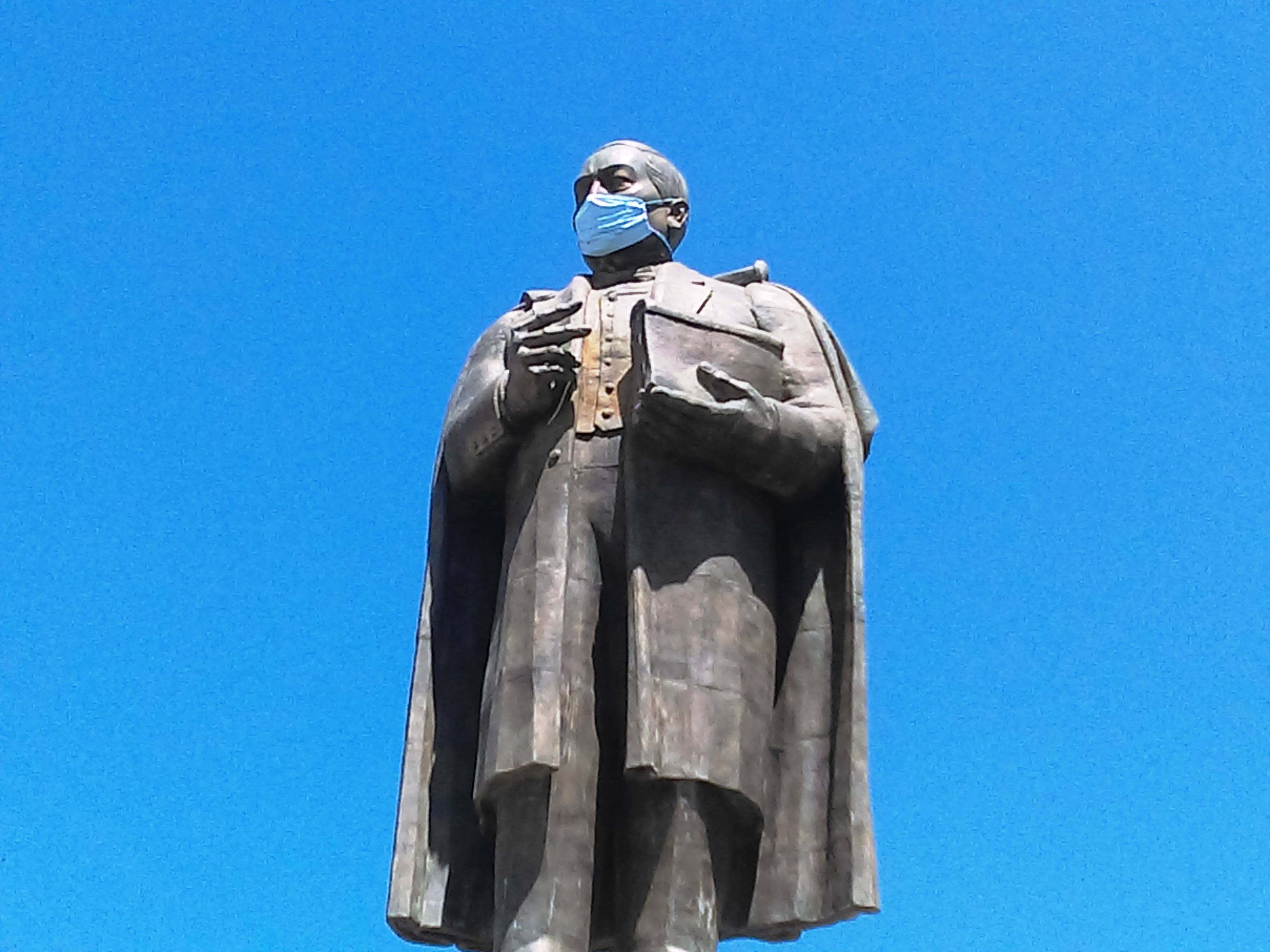
Monumento a Benito Juárez en Pachuca, con cubrebocas.

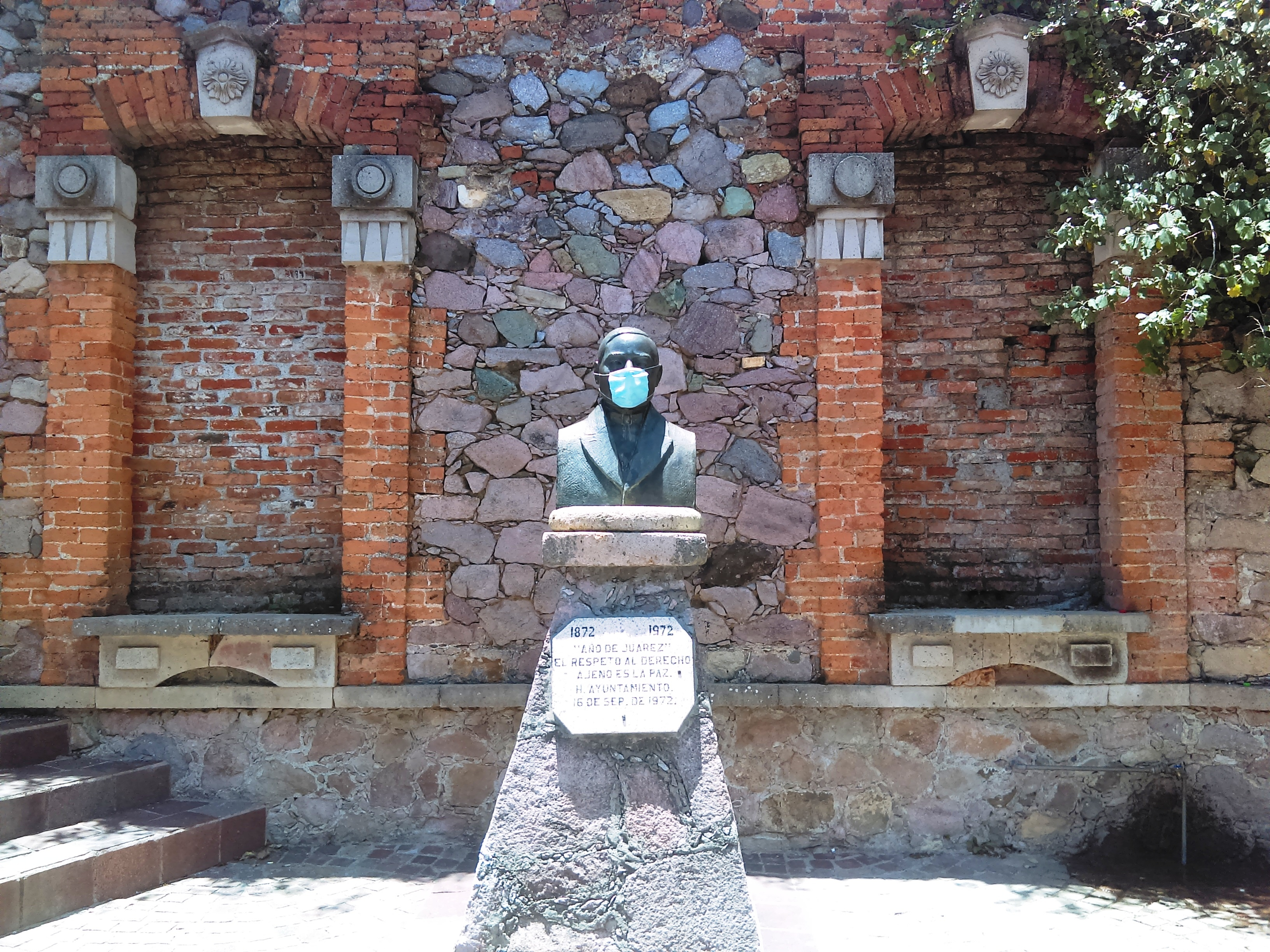
Monumento a Benito Juárez en Mineral del Chico, con cubrebocas.

El 28 de marzo el gobernador de Hidalgo, Omar Fayad, informó a través de su cuenta de Twitter, dar positivo a COVID-19. El 31 de marzo informó que se encontraba fuera de peligro; el 23 de abril anunció su reincorporación plena a actividades, tras una cuarentena en aislamiento. El 16 de julio de 2020 se reportó que Antonio Espinoza Espinoza, presidente municipal de Emiliano Zapata, dio positivo a COVID-19.
Durante el proceso de campaña y posterior a este, en las elecciones estatales de Hidalgo de 2020, varios candidatos anunciaron su contagio. El 8 de septiembre de 2020 se informó de Tomás Alonso García Cerón, candidato a presidente municipal de San Agustín Tlaxiaca por Nueva Alianza Hidalgo; el 8 de octubre se anunció su defunción. El 11 de septiembre de 2020 se informó de Rocío Tirado Bañuelos, candidata en Tula de Allende, por Movimiento Ciudadano. El 25 de septiembre, el candidato a presidente municipal de Pachuca por el partido local Más Por Hidalgo, Gustavo Ríos Rivera, anunció su contagio.
El 6 de octubre, el PRI informó que su candidato en San Agustín Tlaxiaca, Héctor Felipe Hernández González, dejaría la campaña por contraer la enfermedad. También el 9 de octubre el aspirante del PRD en Pachuca, Isidro Pedraza Chávez, dio positivo. El 11 de octubre se informó que Ariadna Ramírez Gutiérrez, candidata del PRI a la presidencia municipal de Actopan, dio positivo. El 17 de octubre la presidenta del PRI en Hidalgo, Erika Rodríguez, dio positivo a COVID-19.
El 23 de octubre de 2020 el alcalde electo de Tolcayuca, Gastón Valdespino Ávila, dio positivo. El 25 de octubre de 2020,  se informó la defunción de Felipe Hernández González, después de ser electo en Tlaxiaca. El 8 de noviembre de 2020, el secretario general del PRI en Hidalgo, Julio Manuel Valera Piedras, anunció que dio positivo. Chávez Pedraza, candidao en Pachuca, falleció el 10 de noviembre de 2020 de COVID-19.
El 11 de noviembre de 2020,  Sergio Baños Rubio alcalde electo de Pachuca, anuncio de forma oficial su contagio. El 27 de noviembre de 2020, el alcalde electo de Tepeji del Río, Salvador Jiménez Calzadilla, informó su contagio. El 12 de diciembre de 2020, el alcalde electo de Tlaxcoapan, Jaime Pérez Suárez, anunció que dio positivo a COVID-19. El 30 de enero de 2021, se informó el fallecimiento de la presidenta municipal de Tasquillo, María de Jesús Chávez.
El 9 de febrero de 20201, la presidenta municipal de Almoloya, Margarita Ramírez Benítezd informó dar positivo a COVID-19. El 10 de febrero de 2021, la presidenta municipal de Villa de Tezontepec, Patricia González Valencia fue ingresada al Hospital Inflable de Pachuca, luego de dos semanas de presentar síntomas de la enfermedad. El 18 de febrero de 2021, se informó de la muerte de la presidenta municipal de Villa de Tezontepec, Patricia González Valencia. El 20 de febrero de 2021, se informó de la muerte de Víctor Daniel Cerón Cervantes, expresidente del municipio de San Agustín Tlaxiaca.
Diputados
El 18 de octubre de 2020, el diputado de Morena Ricardo Baptista González anunció que había dado positivo; el 3 de noviembre de 2020, la también morenista Lisset Marcelino Tovar, informó que había dado positivo. El 8 de noviembre de 2020, el priísta Julio Valera Piedras informó de su contagio; y el 12 de noviembre de 2020, la diputada morenista Noemí Zitle Rivas, anunció su contagio. También el 12 de noviembre de 2020, se informo la muerte de Luis Felipe Celis Moreno, diputado local suplente.
El 5 de diciembre de 2020, Miguel Ángel Peña Flores del Partido del Trabajo (PT), informó dar positivo. El 9 de diciembre Jajaira Aceves Calva, de la bancada del Partido Encuentro Social (PESH), dio a conocer que es considerada como caso sospechoso. El 10 de diciembre de 2020, Felipe Lara Carballo, del Partido Encuentro Social (PESH); y Areli Miranda Ayala informaron haberse contagiado. El 31 de enero de 2021, se informó la muerte de José Luis Muñoz Soto, diputado de Morena.

### Casos en personal médico

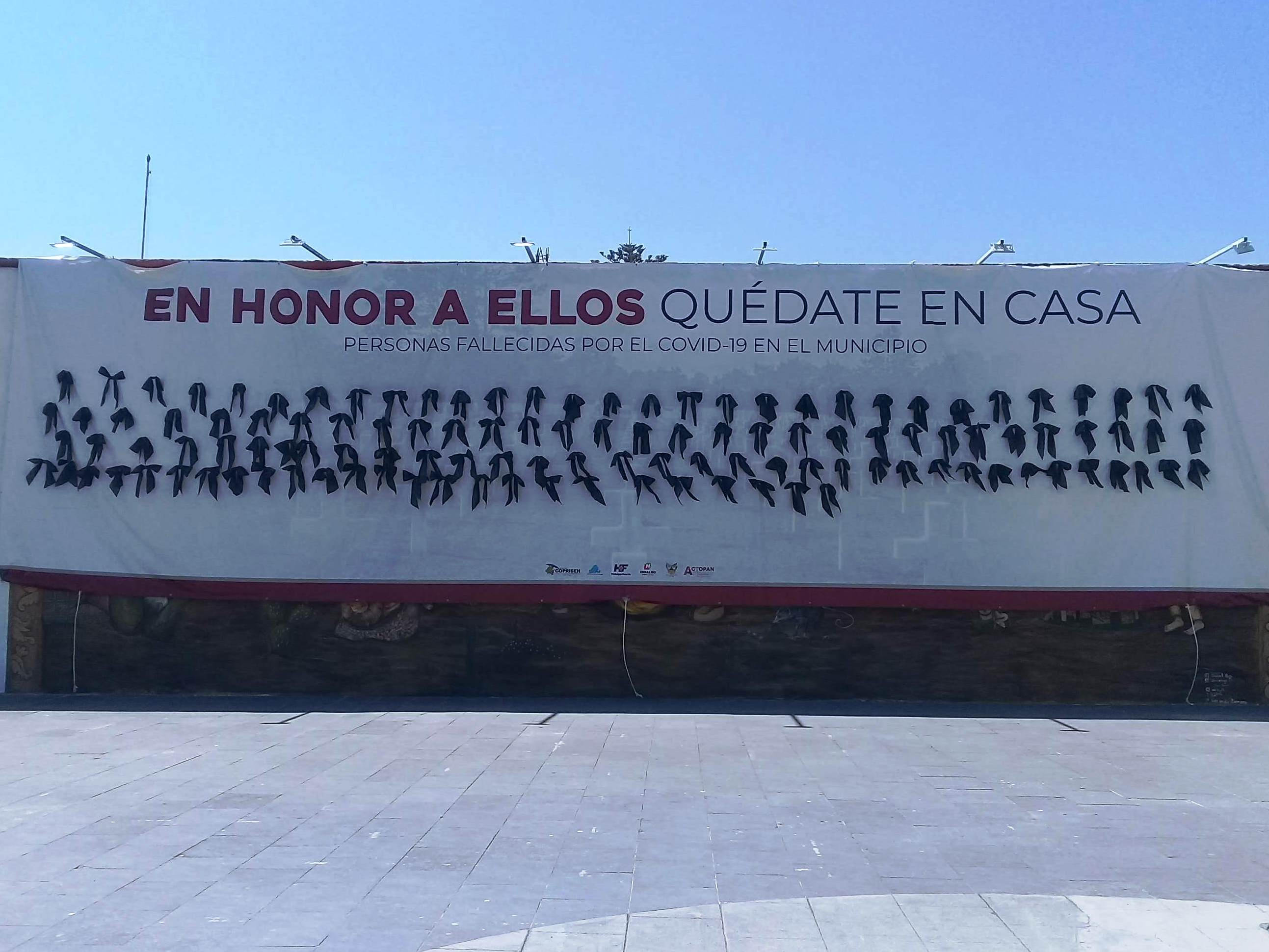
Memorial a las defunciones por COVID-19 en Actopan.

El 31 de marzo de 2020 se reportó la tercera muerte en Hidalgo, un médico de la Secretaría de Salud de Hidalgo (SSH). Para el 12 de mayo de 2020 se reportaron 35 personas del área de salud la mayoría es personal de enfermería; para el 17 de mayo se reportaban 43 contagios y cinco muertes. Para el 4 de junio de 2020 se reportaron 125 contagios entre personal médico y de enfermería. Para el 11 de junio de 2020 se reportaron 158 médicos contagiados así como 190 enfermeras; y cinco decesos. El 25 de junio se confirmó el fallecimiento del sexto médico de los servicios de salud del estado de Hidalgo. El 25 de mayo el psiquiátrico Villa Ocaranza reportó un brote de COVID-19: cuatro trabajadores y cuatro internas. Para enero de 2021, 1035 trabajadores del sector salud estaban contagiado, y 35 de ellos habían fallecido.

### Casos en centros penitenciarios
El 30 de marzo se suspendió las visitas familiares e íntimas en los 12 Centros de Reinserción Social y el Centro de Internamiento para Adolescentes. El 30 de mayo la  Secretaría de Seguridad Pública de Hidalgo (SSPH) dio a conocer el primer caso confirmado de un reo en el Centro de Reinserción Social (Cereso) de Tula; el 3 de junio se informo de un total de seis personas contagiadas, tres de ellas custodios y tres reos. También el Cereso de Pachuca reportó un caso.
Al 22 de junio, se han confirmado casos positivos de coronavirus en tres centros penitenciarios de Hidalgo, ubicados en Tula, Pachuca y Jaltocán. En el Cereso de Pachuca se informó 8 reclusos positivos en aislamiento y 2 hospitalizados, así como 2 sospechosos en aislamiento y 1 internado, y 7 recuperados. En el Cereso de Tula hay 2 casos positivos en aislamiento, 3 recuperados y una muerte; mientras que en Jaltocán solo se ha confirmado una defunción. La Comisión Nacional de Derechos Humanos (CNDH) informó que hasta el 30 de junio en los centros penitenciarios de Hidalgo había 25 casos positivos.
El 12 de julio de 2020 en los centros penitenciarios de Hidalgo, hay 11 personas con sospecha de contagio y hay 26 casos positivos de COVID-19 y tres decesos. Del 2 al 7 de agosto, los casos confirmados de COVID-19 entre la población penitenciaria de Hidalgo pasaron de 26 a 30, reportó la CNDH. La SSPH informó que tres reclusos del Cereso de Tulancingo fueron externados, para manejo hospitalario por presuntos síntomas del Covid-19, de los cuales uno murió. Para el 18 de agosto se reportó que los casos confirmados pasaron de 30 a 40.

### Otros casos

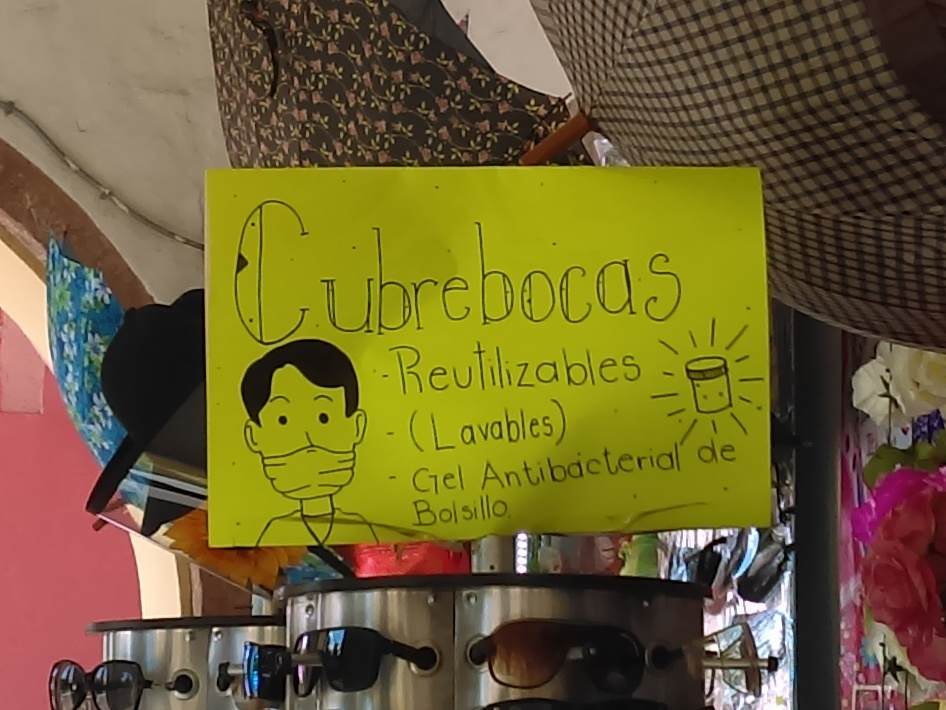
Letrero de venta de cubrebocas en Actopan.

El 20 de julio de 2020 se informó que una monja de la parroquia la Purísima Concepción en Cardonal dio positivo a COVID-19, por lo que suspendieron las actividades religiosas. La SSPH informó el 9 de junio, que 20 bomberos de la estación Juan C. Doria, que fueron aislados de manera preventiva luego de que se confirmara de dos casos positivos de Covid-19; el 23 de junio informó que los elementos del Cuerpo de Bomberos, volvieron a sus actividades. Luego de que un pariente de un elemento de bomberos diera positivo por Covid-19, al menos 22 personas de la estació Madero, en Pachuca, fueron aisladas de manera preventiva.
El 27 de mayo, un policía de Huejutla, murió a causa de la enfermedad; el 15 de junio, el ayuntamiento de Pachuca dio a conocer el fallecimiento de un oficial. El 21 de junio la Secretaría de Seguridad Pública de Tula, informó que un elemento de la policía fue puesto en aislamiento domiciliario ante la sospecha de estar contagiado, días después se confirmó su contagio. el 11 de julio se informó la muerte del comandante de la secretaría de Seguridad Pública Municipal de Tula, y dos elementos diagnosticados con Covid-19 cumplen aislamiento domiciliario. El 10 de julio de 2020 Rafael Hernández Gutiérrez, titular de la Secretaría de Seguridad Pública de Pachuca, informó que dio positivo para COVID-19.
El 27 de octubre, la oficina de prensa de la Arquidiócesis de Tulancingo informó que Domingo Díaz Martínez, su arzobispo, resultó positivo a la prueba de Covid-19, sin haber presentado síntomas de la enfermedad; dando lugar a la suspensión de todas sus actividades pastorales y al aislamiento en su domicilio. Después, el 7 de noviembre, fue hospitalizado en una clínica de Pachuca, para continuar su tratamiento; el 14 de noviembre, fue dado de alta.

## Controversias

### Compra de ventiladores
El 1 de mayo de 2020, Mexicanos Contra la Corrupción y la Impunidad denunció que la delegación del IMSS Hidalgo había comprado 20 ventiladores a sobreprecio por adjudicación directa a la empresa Cyber Robotic Solutions, propiedad de León Manuel Bartlett Álvarez, hijo del político mexicano Manuel Bartlett Díaz. De acuerdo con su publicación, el Instituto Mexicano del Seguro Social (IMSS) otorgó el 17 de abril de 2020 el contrato a esa empresa para adquirir 20 ventiladores por 31 millón de pesos. Se estimó que la compra por cada unidad fue de 1.5 millones de pesos, un sobre precio del 40% a comparación con adquisiciones previas.
Por incumplir lo establecido en las especificaciones de la compra-venta, la delegación en Hidalgo del IMSS rechazó los ventiladores. La encargada del IMSS Hidalgo, Claudia Díaz Pérez, fue inhabilitada el 26 de mayo de 2020, junto con otros tres funcionarios El Instituto Mexicano del Seguro Social (IMSS) nombró de manera provisional a Fernando López Gómez como encargado de dicho organismo en Hidalgo.

### Problemas en hospitales

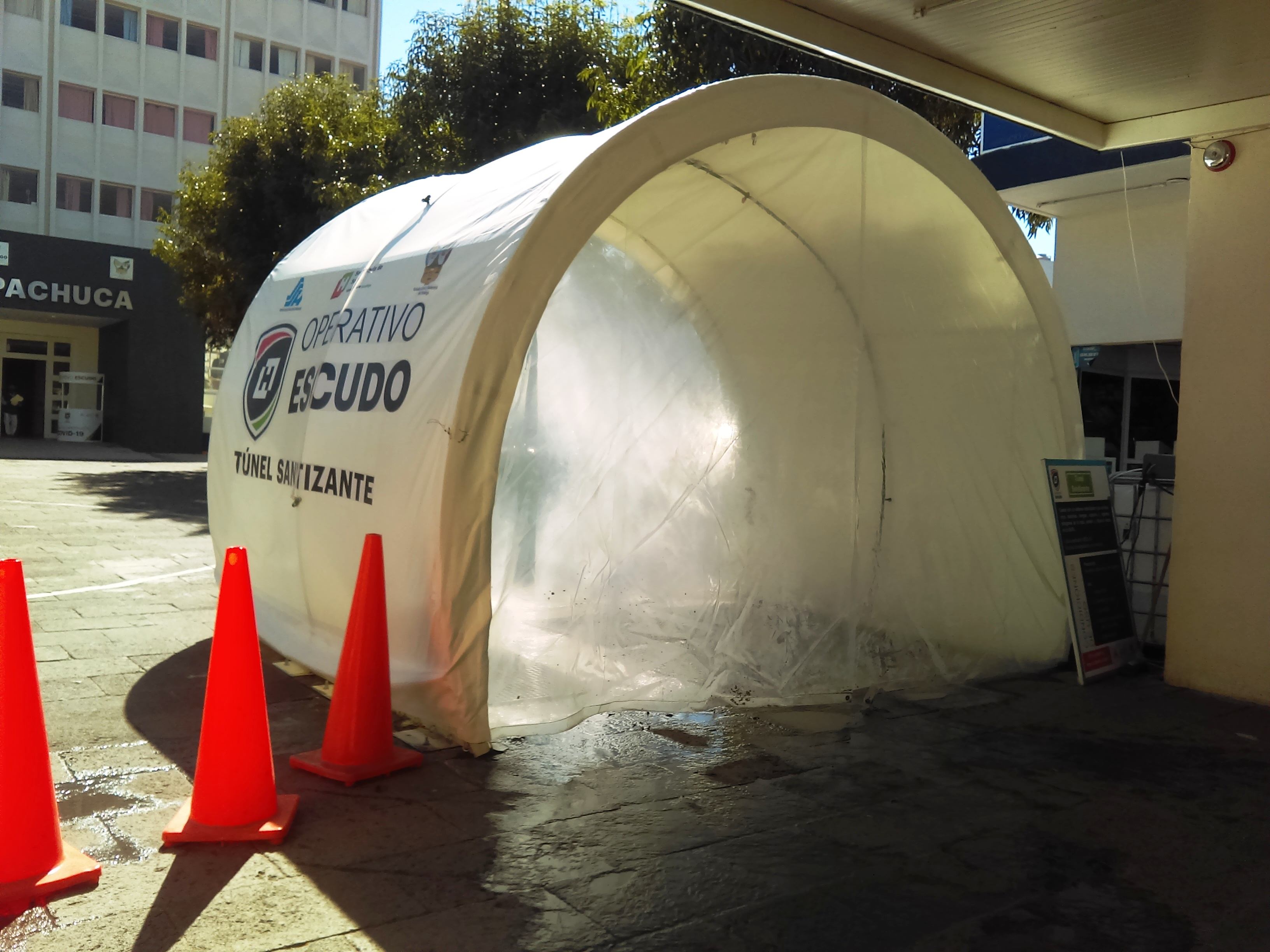
Túnel de desinfección a la entrada del Hospital General de Pachuca durante la pandemia de COVID-19.

El 2 de abril de 2020, médicos y enfermeros de los Hospitales de Pachuca y Tulancingo se manifestaron afuera del Palacio de Gobierno en la Plaza Juárez en Pachuca; para exigir les brinden los insumos médicos necesarios para atender la contingencia sanitaria. El 3 de abril enfermeras del Hospital General de Pachuca pidieron a la Secretaría de Salud estatal (SSH) y al gobierno de Hidalgo que se les brinden los insumos médicos necesarios. El 24 de abril de 2020, se confirmó que dos enfermeras, fueron a pedradas, la agresión se registró al momento en ambas salieron de laborar en la clínica-Hospital “Horacio Luque Pérez”, del Instituto de Seguridad y Servicios Sociales de los Trabajadores del Estado ubicada en la localidad de El Nith, del municipio de Ixmiquilpan. El 4 de mayo de 2020 en el Hospital Regional Tula-Tepeji en Tula de Allende, un paciente originario de Mixquiahuala se arrojó desde el tercer piso, después de ser diagnosticado con COVID-19, murió minutos después.
El 17 de mayo de 2020 en el Hospital Regional Tula-Tepeji en Tula de Allende, un paciente en tratamiento por COVID-19, después de agredir al personal médico, se arrojó por una ventana, sufrió varias fracturas. Fue reingresado al hospital, familiares lo sacaron a la fuerza y se lo llevaron para buscar atención en otro hospital. De acuerdo a las autoridades, fue ingresado a una clínica particular en Mixquiahuala, para posteriormente regresar al hospital en Tula para su reingreso, que fue negado. Fue llevado al Hospital de Cinta Larga en  Mixquiahuala, donde tampoco fue recibido, y luego fue llevado al Hospital de Respuesta Inmediata Covid-19 en Actopan. El 18 de mayo de 2020, el personal del Hospital Regional Tula-Tepeji, realizó un bloqueo sobre la carretera Tula-Tepeji, para exigir equipo y seguridad ante las agresiones registradas en contra del personal médico.
El 18 de mayo, un grupo de personas de San Salvador reclamó a personal médico, del Hospital de Respuesta Inmediata Covid-19 de Actopan, la supuesta falta de información sobre un paciente que había fallecido, intentando entrar al hospital para sacar el cuerpo. El 10 de junio el personal de la Clínica 1 de Pachuca del IMSS se manifestaron al exterior del hospital para pedir mejores insumos y atención para evitar contagios entre ellos. El 8 de septiembre de 2020 personal médico y de enfermería del Hospital de Respuesta Inmediata COVID-19 en Actopan protestaron por la falta de insumos de protección y salarios dignos, así como demandar la entrega de bonos.
El 21 de diciembre de 2020, cuarenta trabajadores de la Cruz Roja de Pachuca realizaron una manifestación en el bulevar Las Catarinas al sur de la ciudad de Pachuca; para exigir mejores salarios, pago de aguinaldos, así como equipo de protección para evitar contagios de COVID-19. Días después se reportó que fueron despedidos dos médicos de la Cruz Roja Pachuca tras manifestarse.
El 2 de febrero de 2021, Mario Alberto Tenorio Pastrana, Director del Hospital General de Pachuca; fue destituido de su cargo; debido que a título personal autorizó que la Secretaría General de la Sección XX del Sindicato Nacional de Trabajadores de la Secretaría de Salud (SNTSA), Sonia Ocampo Chapa, recibiera la vacuna a pesar de que a ella no le correspondía en esta etapa.
El 20 de febrero de 2021, se reportó un incendio al interior del Hospital Regional del Valle del Mezquital, ubicado en la localidad de Taxadhó, municipio de Ixmiquilpan, los pacientes son trasladados a la clínica del ISSSTE y del Seguro Social en Ixmiquilpan, así como a hospitales de Actopan y Pachuca; se descarta riesgo de contagio por los pacientes COVID-19 del hospital.

### Protestas y manifestaciones

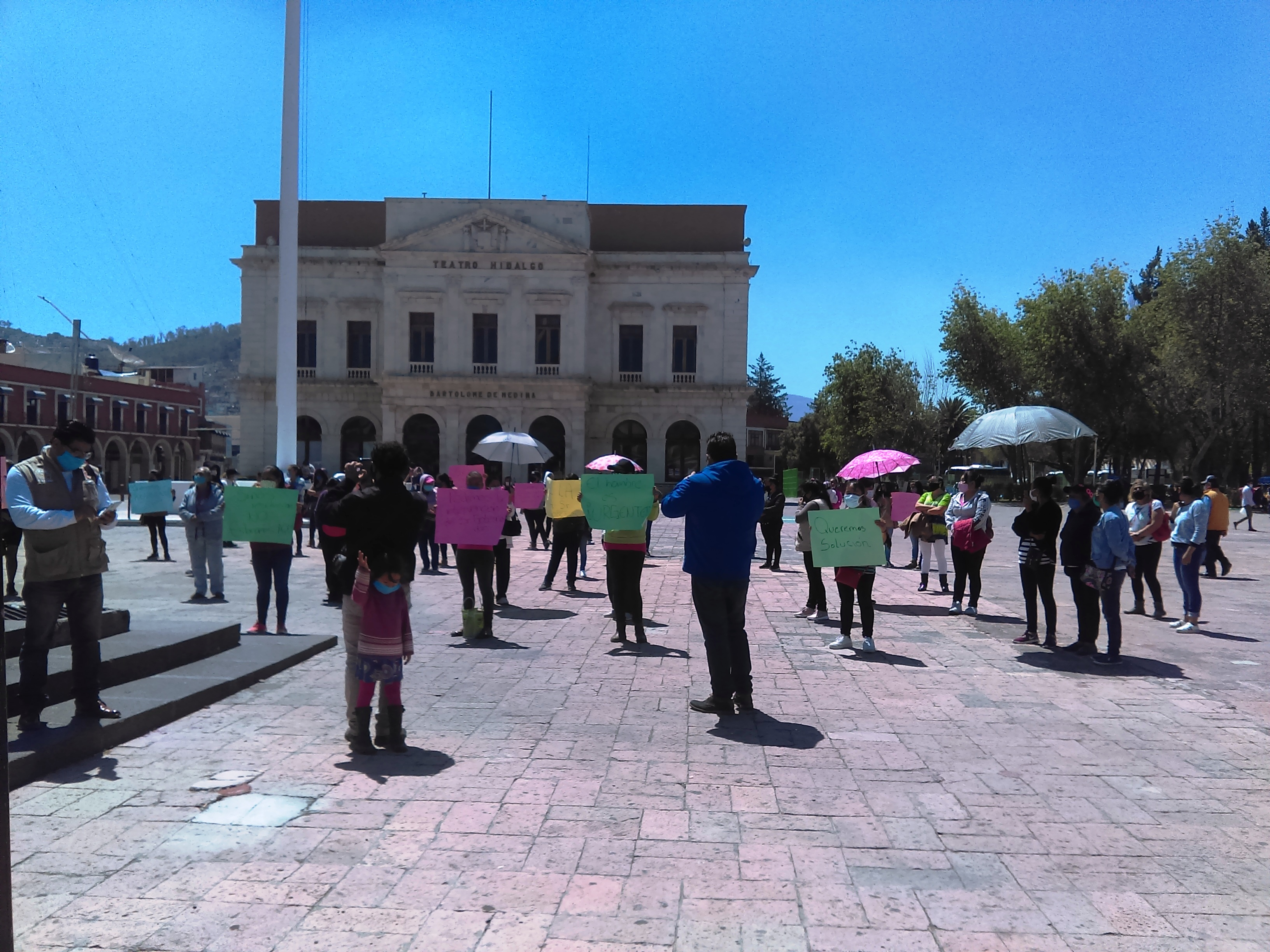
Manifestación en Pachuca de madres pidiendo apoyo a sociedad civil el 15 de junio de 2020.

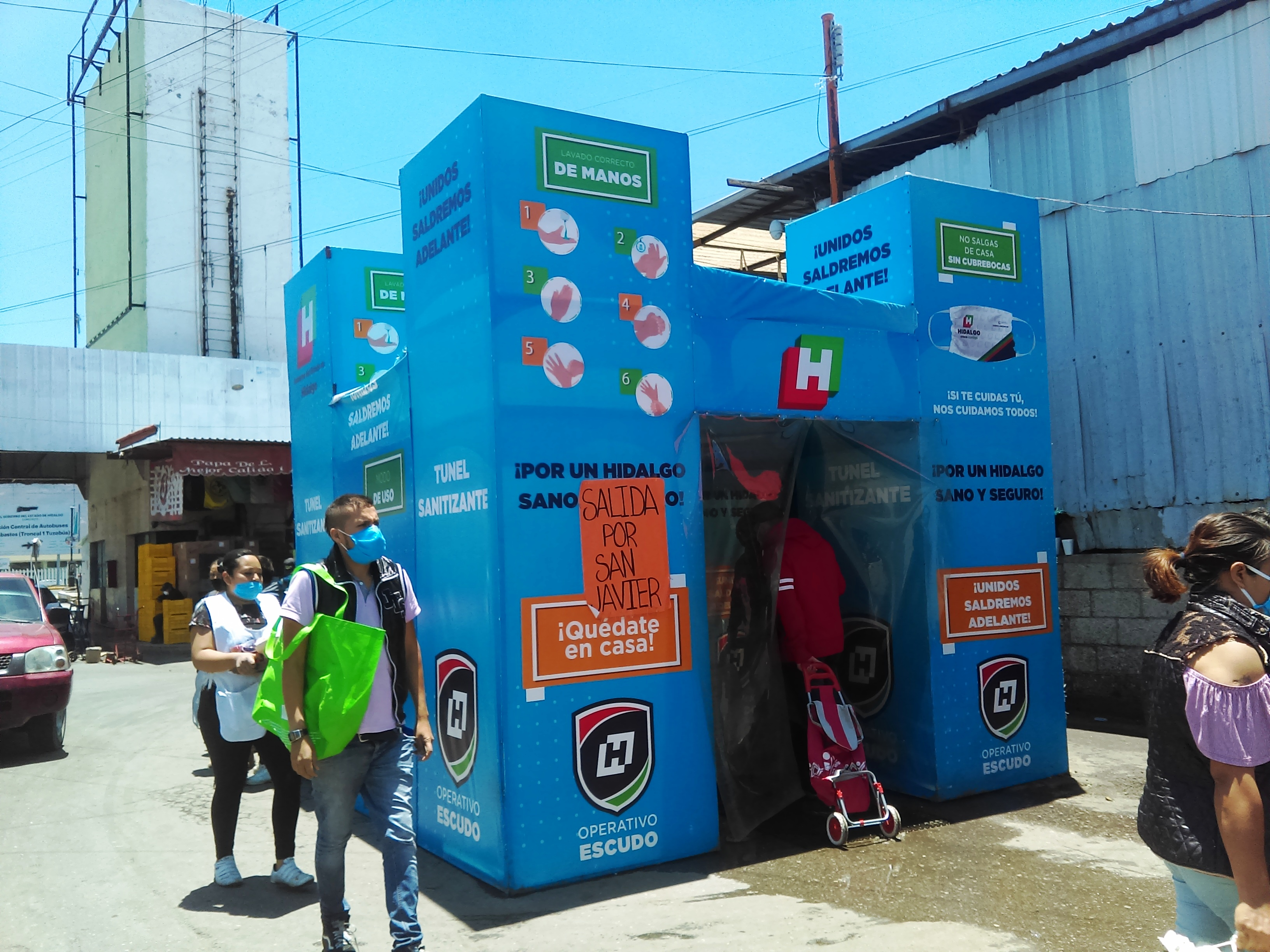
Túnel de desinfección en la Central de Abastos de Pachuca.

El 30 de marzo de 2020 alrededor de 60 trabajadores de ferias se manifestaron en Palacio de Gobierno y bloquearon la avenida Juárez en Pachuca, para exigir un apoyo económico, esto luego de no poder trabajar ante la cancelación de diferentes ferias ante la contingencia sanitaria. El 8 de abril de 2020 un grupo de mariachis realizó una manifestación en la Plaza Juárez de Pachuca, provenientes de municipios como Pachuca, Real del Monte, Epazoyucan y Zempoala; pidiendo apoyo al gobierno, que les permita pasar la cuarentena. También un grupo de meseros había manifestado su preocupación, en el mismo lugar. El 20 de abril, distintos grupos musicales se manifestaron otra vez en la Plaza Juárez en Pachuca; mariachis, bandas de viento, conjuntos de norteños, tríos, grupos tropicales y un trío huasteco; pidiendo apoyo, declarando que desde que inició la contingencia no han podido trabajar.
El 26 de abril habitantes de Ohuatipa, municipio de Xochiatipan, retuvieron a ocho policías a quienes liberaron más de 12 horas después, en exigencia de información sobre los tres casos positivos en ese municipio, alegando la inexistencia de los mismos. El 5 de mayo comerciantes del tianguis de Huejutla cerraron las sucursales de Coppel, Chedraui y Elektra; como parte de una protesta para exigir igualdad y pedir que las autoridades les permitan trabajar. El 11 de mayo se realizó otra manifestación de grupos musicales, la asociación Músicos Unidos de Hidalgo, protesto por diversas vialidades del Centro Histórico de Pachuca de Soto. El 12 de mayo alrededor de 25 personas marcharon en Tizayuca en contra las restricciones durante emergencia sanitaria.
El 22 de mayo en un retén policial instalado en la carretera Pachuca-Actopan, a la altura de Ciudad del Conocimiento y la Cultura; un conductor fue detenido por viajar en un vehículo que no circulaba de acuerdo al programa temporal Hoy No Circula . El ciudadano pidió ayuda, un grupo de personas encabezadas por Armando Monter, autonombrado coordinador federal de las autodefensas de México, arribo al lugar y empezó un enfrentamiento; 23 personas fueron detenidas, de las cuales cinco fueron vinculadas a un proceso, y Armando Monter que fue arrestado fue puesto en libertad. El 25 de mayo la Unión Nacional de Trabajadores Agrícolas (UNTA) protestan en las alcaldías de Pachuca, Actopan, Ixmiquilpan y Huejutla en demanda de apoyos.
El 25 de mayo habitantes de las  comunidades Xiquila, Pahuatlán, Coxhuaco, Chililico y Oxtomal del municipio de Huejutla de Reyes; realizaron un bloqueo de las carreteras federales México-Tampico y Tamazunchale-Álamo, a la altura del crucero Tres Huastecas, pidiendo la cancelación del programa Hoy No Circula y apoyo económico. El 26 de mayo habitantes de Oxtomal retuvieron a dos policías Municipales; vidrios de las instalaciones del DIF Municipal y del Juzgado de Primera Instancia fueron rotos por manifestantes. El subsecretario de Gobierno de Hidalgo en la Huasteca, Gerardo Canales Valdez, y personal de la dependencia fueron sacados de sus oficinas por un contingente de 50 habitantes de las localidades Xocotitla y Acuapa, luego de estar dos horas retenidos en la localidad Xocotitla, los funcionarios fueron liberados. Tras establecer diálogo con las autoridades, los manifestantes accedieron a levantar el bloqueo y liberar a los policías, la madrugada del 27 de mayo. El 3 de junio comerciantes de Huichapan se manifestaron a fuera de la presidencia municipal para exigir al gobierno el permiso para reabrir los negocios.
Las localidades de Santa María, Chalahuitzintla, Tepeixpa y Tlamaya Tepeíca, todas en el municipio de Huejutla de Reyes, colocaron mantas en las que se lee que se prohíbe el ingreso a cobradores de tiendas como Coppel, Elektra y Compartamos Banco de Huejutla.
El 6 de enero de 2021 en el Palacio Municipal de Pachuca, se realizó un plantón de dos horas de duración, el comercio establecido de Pachuca reclamó que el Ayuntamiento de Pachuca, cierre locales, pero permite el ambulantaje. Desde el 13 de enero al 2 de febrero de 2021, meseros y cocineros de restaurantes de Pachuca, realizaron cacerolazos enfrente de sus negocios, exigiendo a las autoridades que les permitan la reapertura de los establecimientos; bajo la concignia de “¡Abrimos o morimos!”. El 2 de febrero de 2021, en la Plaza Juárez de Pachuca más de 500 trabajadores y trabajadoras del sector restaurantero realizaron una protesta.

### Fiestas y eventos
El 18 de julio de 2020 en El Portezuelo, municipio de Tasquillo; se celebró la tradicional feria sin ninguna medida preventiva. En un vídeo publicado en la página de Facebook del poblado se observa a cientos de personas reunidas en una carpa durante un espectáculo donde se llevaría  a cabo la coronación de la reina de ese poblado. Un evento de Halloween y otro más de lucha libre, llevaron a la clausura de tres bares y un salón de fiestas por incumplir las medidas sanitarias en Tulancingo y Cuautepec.
El 10 de enero de 2021, por incumplir las medidas sanitarias, autoridades municipales de Tula de Allende, Tepeji del Río y Atotonilco de Tula clausuraron diversos establecimientos y desalojaron tres fiestas particulares. El 24 de enero de 2021, en Pachuca de Soto, un bar fue clausurado por estar en funcionamiento pese a las restricciones; el negocio utilizaba un refrigerador como entrada de ingreso al local. El 28 de enero de 2021, Thalía Aguilar Rodríguez, administradora del despacho de la Subsecretaría de Prestación de Servicios de la Secretaría de Salud de Hidalgo (SSH); fue destituida de su cargo, tras realizar su fiesta de cumpleaños sin medidas sanitarias.
El 14 de febrero de 2021, habitantes de Metztitlán y La Raza, Pachuca; reportaron la celebración de carnavales, sin medidas sanitarias y pese a la recomendación de las autoridades para evitar estos eventos. El 1 de marzo de 2021, el secretario de Cultura en Hidalgo, Olaf Hernández Sánchez; pidió licencia sin goce de sueldo, luego de viralizarse en internet un video de una fiesta que se llevó a cabo en las oficinas de dicha dependencia. En Santa María, Tlanchinol y Teacal, Huejutla, se han realizado bailes populares, a pesar de la prohibición.

### Otros
El 5 de abril trabajadores de gobierno estatal fueron retenidos y despojados de 76 despensas del programa “Hidalgo te Nutre” en El Mandho, municipio de Ixmiquilpan. El 16 de abril la Dirección de Parques y Jardines, así como la Secretaría de Obras Públicas del Ayuntamiento de Pachuca de Soto anuncio trabajos de desinfección del sistema de transporte Tuzobús. José Jesús Zerón Flores, director del Sistema Integrado de Transporte Masivo de Hidalgo (SITMAH), acusó al Ayuntamiento de Pachuca de simular desinfección en las estaciones del Tuzobús. De acuerdo a un comunicado oficial señalan que el personal accedió a la parte exterior de las estaciones sin autorización, y solo con la finalidad de simular la santización, para tomar fotografías y vídeo. Alumnos del Instituto Masaryk, ubicado en Pachuca, denunciaron que la escuela dedicada a la enfermería y cursos de primeros auxilios imparte actualmente capacitaciones presenciales.

## Impacto

### Económico

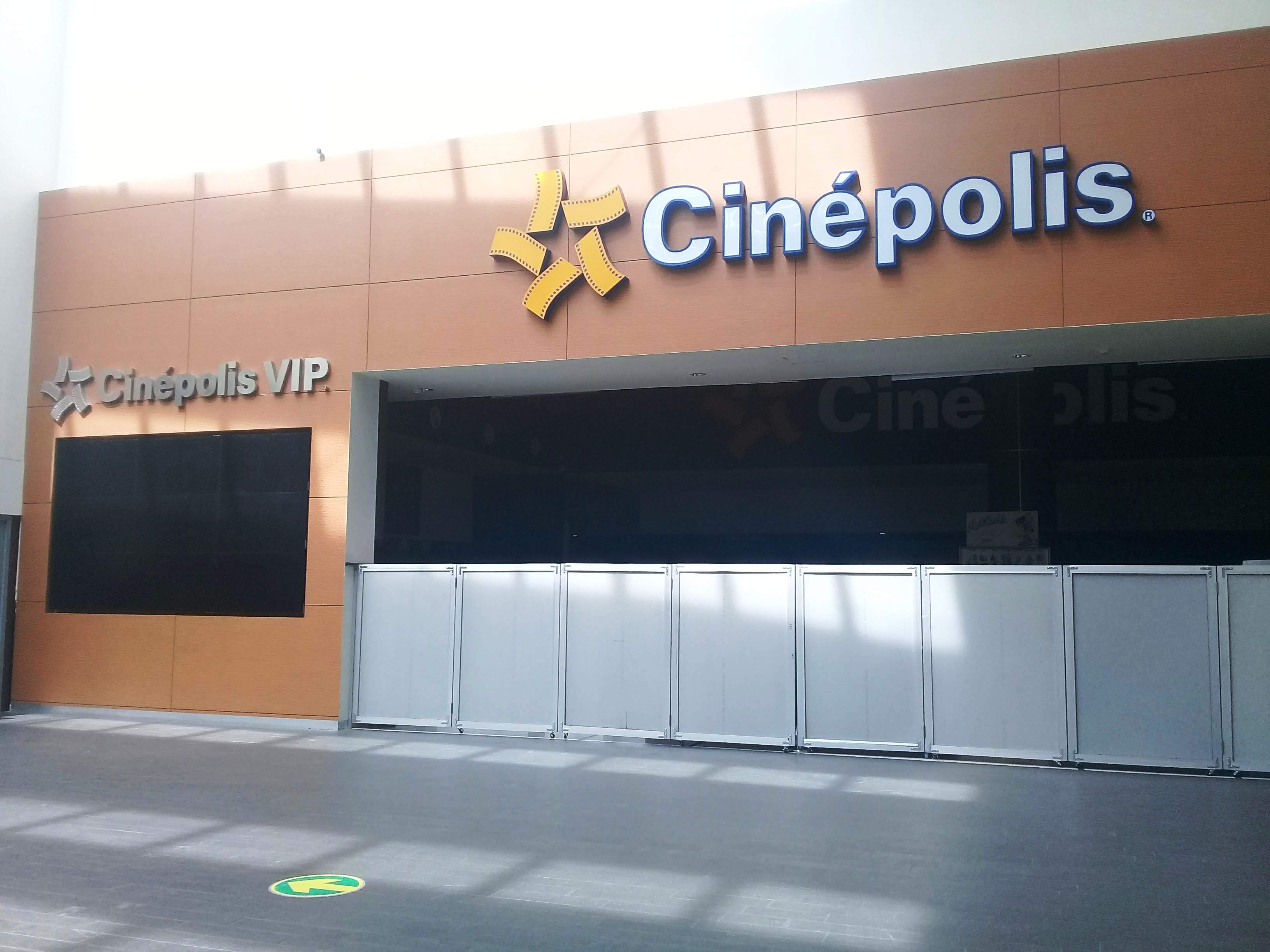
Cinépolis en Galerías Pachuca cerrado por la pandemia.

El sector de la construcción en Hidalgo en el primer trimestre del 2020, cayó en su actividad productiva en 8.2 % comparada con el 2019, aunado entre otros factores a la contingencia sanitaria. De acuerdo a la Cámara Nacional de Comercio, Servicios y Turismo de Pachuca (Canaco-Servytur) se estima que en el comercio las ventas han caído en un 80 %.
Debido a que la pandemia ocurrió en uno de los periodos con mayor afluencia de visitantes, el sector turístico en Hidalgo es uno de los más afectados de acuerdo al secretario de Turismo de Hidalgo, Eduardo Baños Gómezla. Siendo los balnearios y parques acuáticos en la región del Valle del Mezquital; se estima que Semana Santa representa el 40 % de sus ingresos anuales, y más de 13 mil empleos directos son los que se ven afectados. También los Pueblos Mágicos de Mineral del Monte, Huasca de Ocampo, Tecozautla, Zimapán, Huichapan, Mineral del Chico sufrieron debido a que la actividad turística estuvo cerrada. De acuerdo con la Canaco-Servytur de Pachuca, seis mil empresas turísticas en Hidalgo han cerrado, cinco mil de manera temporal.
De acuerdo al IMSS de marzo a mayo se perdieron 10  929 empleos formales puestos de trabajos formales; la Secretaría del Trabajo y Previsión Social informó sobre la pérdida de 2 mil 287 empleos en el estado, del 13 de marzo al 6 de abril.  De acuerdo con información del estudio “Magnitud del Impacto Social del COVID-19 en México, y Alternativas para Amortiguarlo” realizado por el Centro de Estudios Educativos y Sociales (CEES), se estima que tras los efectos económicos de la pandemia en Hidalgo, 328 mil  personas se agreguen a los índices de pobreza.

### Social

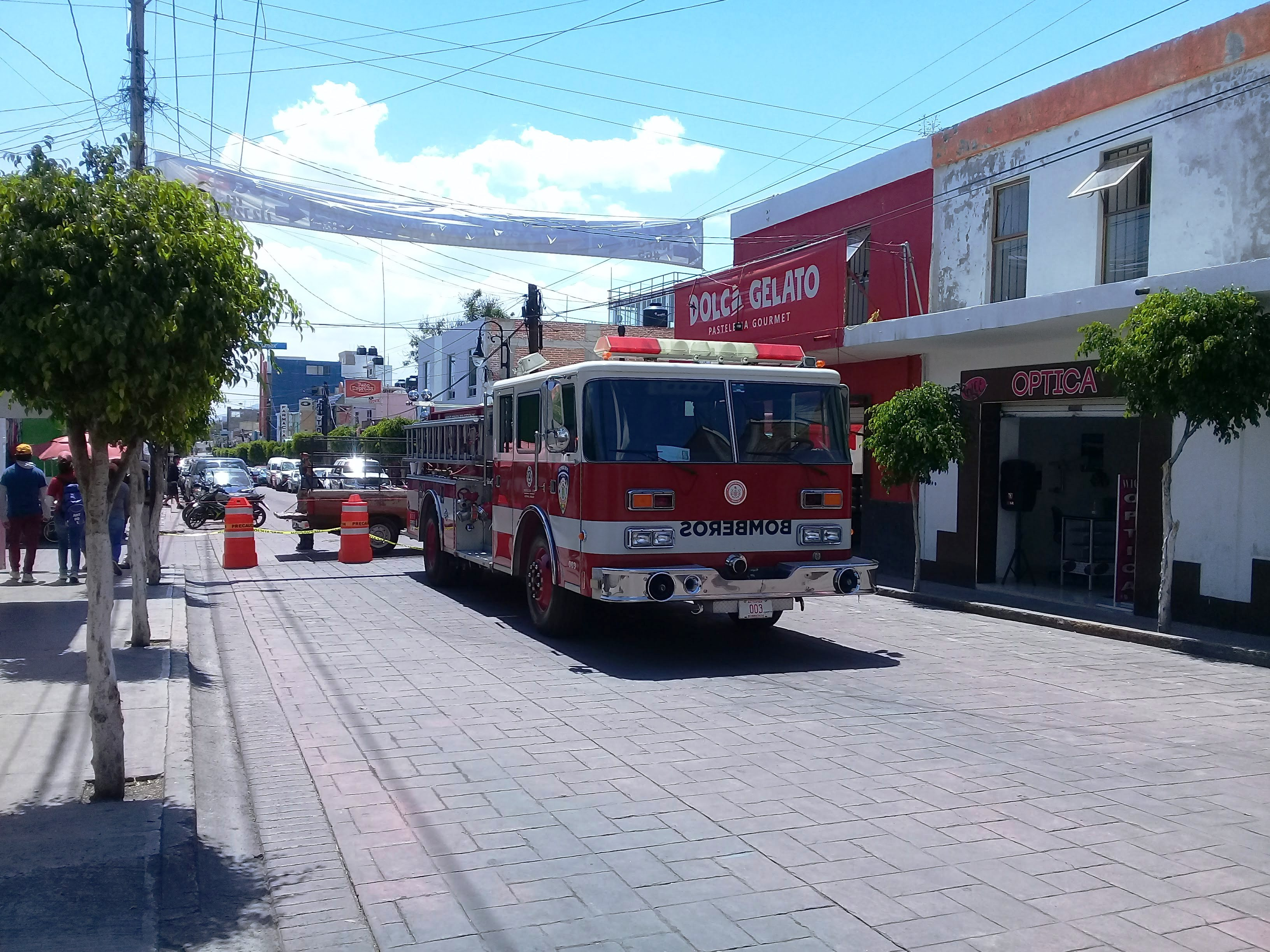
Tránsito de vehículos cerrado en el centro de Actopan.

Cuando comenzó la Jornada Nacional de Sana Distancia, Hidalgo, obtuvo las peores calificaciones en este indicador, cuando se empezó a instrumentar el Hoy no Circula de manera inmediata, este disminuyó. En la conferencia de prensa del 28 de mayo el subsecretario de Prevención y Promoción de la Salud, Hugo López-Gatell Ramírez, calificó el programa del Hoy no circula sanitario en Hidalgo como "un ejemplo virtuoso" y "exitoso".
En el Tuzobús en Pachuca, el número de pasajeros se redujo hasta en un 71.5 %; el pico de usuarios se registra de las 7:00 a las 10:00 y de las 18:00 a las 20:00. En el primer horario la ocupación promedio es de 33.7 %, mientras que por la noche la ocupación es de 29.4 %. La Central de Autobuses de Pachuca registro una caída de actividad del actividad al 50 % y en la Central de Autobuses de Tulancingo del 90 %.
En Hidalgo se registró un aumento en los casos de violencia familiar, derivado del encierro que genera la pandemia por Covid-19, en la semana del 26 de abril al 2 de mayo se registró un aumento del 3.9 % con la semana inmediata anterior. En el bimestre marzo-mayo los casos de atención por violencia intrafamiliar en Pachuca, aumentaron 895.24 por ciento, derivado del confinamiento por la emergencia sanitaria. Los municipios de Actopan, Mixquiahuala de Juárez, Huichapan e Ixmiquilpan, todos ubicados en la región del Valle del Mezquital, presentaron altas cifras de violencia familiar, en abril de 2020.